# Criminal Minds
Criminal Minds ist eine US-amerikanische Fernsehserie, die erstmals am 22. September 2005 vom Sender CBS ausgestrahlt wurde. In der Serie wird die Arbeit des FBI im Bereich der operativen Fallanalyse durch die Behavioral Analysis Unit (kurz BAU; engl. für „Verhaltensanalyseeinheit“) aus Quantico dargestellt. Im Mittelpunkt der Ermittlungen stehen Profiling und Viktimologie. Bis auf wenige Ausnahmen sind die Folgen in sich abgeschlossen. Criminal Minds ist daher ein so genanntes procedural drama.
2016 gab Shemar Moore seinen Ausstieg als Derek Morgan bekannt, damit waren zunächst Thomas Gibson als Aaron Hotchner, Matthew Gray Gubler als Dr. Spencer Reid, A. J. Cook als Jennifer Jareau und Kirsten Vangsness als Penelope Garcia die verbleibenden Mitglieder der Originalbesetzung. Gibson musste die Serie jedoch aufgrund eines Zwischenfalls am Set zu Beginn der zwölften Staffel verlassen.
Im Januar 2019 wurde die Serie um eine finale 15. Staffel verlängert, die direkt im Anschluss an die 14. Staffel produziert wurde. Die zehn Folgen der letzten Staffel wurden im Januar und Februar 2020 in den USA gesendet und die Serie mit einer Anzahl von insgesamt 324 Episoden abgeschlossen. Ein Jahr nach Ausstrahlung der 15. Staffel wurde im Februar 2021 von Paramount+ eine 16. Staffel mit 10 Folgen bestellt. Am 13. Juli 2022 wurde die Produktion der 16. Staffel offiziell in Auftrag gegeben, die seit dem 24. November 2022 gesendet wird. Dabei wurde die erste Folge auch bei CBS gesendet.
Eine 17. Staffel mit 10 neuen Folgen wurde am 12. Januar 2023 bestellt. Die Dreharbeiten für Staffel 17 begannen wegen des Streiks erst im Januar 2024. Premiere der 17. Staffel war der 6. Juni 2024. Am 5. Juni 2024 wurde die Serie um eine 18. Staffel verlängert. Im März 2025 wurde die Serie um eine neunzehnte Staffel verlängert. 

## Figuren

### Hauptfiguren
Jason GideonSenior Supervisory Special Agent/ehemaliger Unit Chief. Er galt als der beste Profiler in der Geschichte der BAU. Bis er einen Zusammenbruch erlitt, nachdem sechs FBI-Agenten unter seinem Kommando getötet wurden, war er Leiter der BAU, die er zusammen mit David Rossi gründete. Gideon stieß erst wieder mit dem Beginn der Serie zur BAU zurück. Gideon hatte ein besonders gutes Verhältnis zu Dr. Spencer Reid, er behandelte ihn fast wie einen Sohn. Er las gerne philosophische Texte, spielte leidenschaftlich Schach und sammelte Vogelgemälde. Außerdem riet er seinen Mitarbeitern dazu, „außerhalb von Schemata zu denken“. Er arbeitete mit seiner Intuition und wirkte gefühlsmäßig sehr unterkühlt, war aber tatsächlich ein Philanthrop und setzt sogar sein Leben aufs Spiel, um andere zu retten. Nachdem Sarah, eine langjährige Freundin von Gideon, Ende der zweiten Staffel Opfer des Serienkillers Frank Breitkopf wird und ihr Verlust sein Urteilsvermögen trübt und ihn den Glauben an glückliche Enden verlieren lässt, kehrt Gideon Anfang der dritten Staffel der BAU unerwartet wieder den Rücken. Mitte der zehnten Staffel wird er von einem Serienmörder umgebracht. Der Täter wird von der BAU überführt und letztlich von Rossi „in Notwehr“ getötet, eigentlich forderte Rossi ihn jedoch durch einen Trick auf, die Waffe gegen ihn zu richten, da dieser als Mörder von Jason Gideon im Gefängnis wahrscheinlich als Held gefeiert worden wäre. Gideon hatte einen Sohn namens Steven, zu dem er zeitlebens nur wenig Kontakt hatte.
Aaron „Hotch“ HotchnerSenior Supervisory Special Agent/ehemaliger Unit Chief. Er war vor seiner Versetzung zur BAU in der FBI-Außenstelle in Seattle eingesetzt, davor war er Staatsanwalt. Zu Beginn der Serie leitet er das Team zusammen mit Gideon. Er ist in der ersten Staffel gerade Vater eines Sohnes namens Jack geworden. Sein Versuch, Beruf und Familie im Gleichgewicht zu halten, wird in der Serie mehrfach thematisiert. In der dritten Staffel kommt es zu mehrfachem Streit mit seiner Frau Haley, die ihm vorwirft, zu wenig an seine Familie zu denken. Sie trennen sich und wenige Folgen später reicht Haley die Scheidung ein.
Während der „Reaper“ seine Familie bedroht, gibt er seinen Posten als Leiter des Teams an Morgan ab. Haley und Jack werden in Sicherheit gebracht, später findet der Reaper sie allerdings und tötet Haley, kurz bevor Hotch und das Team eintreffen. Hotch tötet den Reaper im Kampf. Nachdem der „Reaper“ getötet wurde, erhält er in der Mitte der fünften Staffel seine Position zurück. Nach Haleys Ermordung und seiner Rückkehr zur BAU unterstützt ihn seine Schwägerin Jessica bei der Erziehung seines Sohnes Jack. Hotch hat einen jüngeren Bruder Sean, zu dem das Verhältnis etwas angespannt ist. Ihr Vater war ebenfalls Staatsanwalt, und Sean sollte auch diese Karrierelaufbahn verfolgen, wird stattdessen aber Koch. Der Vater starb im Alter von 47 Jahren an einem Herzinfarkt. In Staffel 11 wird er im Beisein von Jack verhaftet, da ihm der Mörder Scratch etwas anhängen will, was das Team verhindern kann. In Staffel 12 werden Hotch und seine Familie ins Zeugenschutzprogramm aufgenommen, und er muss damit auch die BAU verlassen und den Kontakt zu seinen Team-Kollegen komplett abbrechen. Später kann seine Familie das Zeugenschutzprogramm verlassen. Hotch kehrt jedoch nicht zurück zur BAU, da ihm das Leben als Vollzeit-Vater sehr gefällt.
Elle GreenawaySupervisory Special Agent. Sie war wie Hotch in der FBI-Außenstelle Seattle eingesetzt, bevor sie zur BAU kam. Sie ist Spezialistin für Sexualstraftaten. Greenaway ist Halbkubanerin und spricht fließend Spanisch. Ihr Vater war beim NYPD und wurde während eines Einsatzes getötet, als sie acht Jahre alt war. Sie wurde am Ende der ersten Staffel angeschossen, weshalb sie seitdem an Verfolgungswahn leidet. Bei einem Undercovereinsatz erlebt sie ein Déjà-vu und erschießt wenig später einen Serienvergewaltiger. Sie behauptete, diesen aus Notwehr erschossen zu haben, was aber nicht zutrifft. Die Ermittlungen wurden eingestellt. Gegen Anfang der zweiten Staffel kündigt sie ihren Job beim FBI aufgrund dieser Erlebnisse. Sie tritt danach nicht mehr auf.
Derek MorganSupervisory Special Agent/stellv. Unit Chief. Bevor er zur BAU ging, war er Polizist in Chicago. Er ist Spezialist für zwanghafte Verbrechen und war schon einmal 18 Monate lang als verdeckter Ermittler tätig. In der zweiten Staffel stellt sich heraus, dass er bei der Ermordung seines Vaters anwesend war und als Kind unter sexuellem Missbrauch litt. Es stellt sich heraus, dass viele in Morgans Viertel Opfer waren und der Täter kann gefasst werden. Seine Streiche gehen häufig auf Kosten seines Kollegen Reid, welche jedoch nicht boshafter Natur, sondern nur witzig gemeint sind. Eine besondere Beziehung hat er zu Garcia, da sie „sein Mädchen“ ist – sie stehen sich sehr nahe. In der fünften Staffel wird er, durch den Rücktritt von Hotch, Leiter des Teams. Er tritt die Position nach der Tötung des „Reapers“ jedoch wieder an Hotch ab. Morgan ist Träger des schwarzen Gürtels in der Kampfsportart Judo, und hat Sprengsatzentschärfungserfahrung. In der 16. Folge der elften Staffel wird er entführt und gefoltert, kann jedoch rechtzeitig befreit werden. In der 18. Folge der elften Staffel wird seine Ehefrau Savannah vor einem Krankenhaus angeschossen und muss per Kaiserschnitt das von ihm erwartete Baby zur Welt bringen. Aufgrund der aktuellsten Erlebnisse und zum Schutz seines neu geborenen Sohnes Hank Spencer Morgan kehrt er noch in derselben Folge dem Team den Rücken. Später ist er nochmal in einzelnen Folgen zu sehen.
Dr. Spencer ReidSupervisory Special Agent. Zu Beginn der Serie ist er 24 Jahre alt und besitzt drei Doktorgrade (Mathematik, Chemie und Ingenieurwissenschaften), außerdem hat er den Bachelor in Psychologie und Soziologie. In der vierten Staffel arbeitet er an seinem Bachelor in Philosophie. Er beendete die Highschool mit zwölf Jahren, was oft nicht einfach war. Reid ist ein Statistik-Experte. Er selbst sagt, dass man Intelligenz nicht messen könne, gibt aber zu, dass er ein eidetisches Gedächtnis besitze, einen IQ von 187 habe und 20.000 Wörter pro Minute lesen könne. Er bezeichnet sich selbst als Genie. Zu Gideon hatte er ein ganz besonderes Verhältnis. Dieser behandelte ihn fast wie einen Sohn. Reid ist der Pate von JJs Sohn Henry. Mitte der zweiten Staffel wird er von einem Psychokiller gefangen genommen, gefoltert und von Drogen abhängig gemacht. Die Sucht wird in weiteren Folgen nicht thematisiert, es gibt jedoch Andeutungen, dass er weiterhin abhängig sei. Erst Mitte der dritten Staffel sieht man ihn bei einer Drogenberatung. Dort erwähnt er, dass er seit zehn Monaten keine Drogen mehr nehme.
In der sechsten Staffel gibt es Hinweise dafür, dass er wie seine Mutter an Schizophrenie erkranken könnte, da er unter starken Kopfschmerzen und Lichtempfindlichkeit leidet. Die Untersuchungen zeigen nichts. Nach seinem 30. Geburtstag fühlt er sich bestätigt, dass er nicht erkrankt ist. In der achten Staffel hat er Kontakt mit einer Frau namens Maeve Donovan, die von einem Stalker verfolgt wird. Sie ist Genetik-Expertin und wurde von Reid wegen der Kopfschmerzen konsultiert. Sie blieben telefonisch in Kontakt und lernten sich kennen. Wegen des Stalkers können sie sich nicht treffen, da Maeve befürchtet, der Stalker würde sie sonst nie in Ruhe lassen. Die zwei verlieben sich, obwohl sie sich noch nie gesehen haben. Kurz vor ihrem ersten Treffen in einem Restaurant vermutet Reid, ihren Stalker entdeckt zu haben, warnt Maeve, woraufhin diese den Ort wieder verlässt. Kurz danach wird Maeve von ihrem Stalker entführt. Es stellt sich heraus, dass der Stalker eine Frau ist, die auch noch die neue Freundin von Maeves Ex-Verlobtem ist. Als das Team den Ort, wo Maeve festgehalten wird, findet, geht Reid zuerst allein hinein und versucht, die Stalkerin, Diane Turner, auszutricksen, damit sie Maeve gehen lässt. Dies gelingt ihm aber nicht und Diane erschießt sich und somit auch Maeve vor Reids Augen. In den folgenden Episoden sieht man, dass ihn dieser Verlust sehr mitnimmt. In der elften und zwölften Staffel erhält Reids Mutter eine Demenz Diagnose und er nimmt sich deshalb oft Frei. Er findet eine Klinik für sie in Texas, wenig später lebt sie dann aber bei ihm, was sein komplettes Leben einnimmt. Er sucht eine Pflegerin und gibt seiner Mutter scheinbar mysteriöse Medikamente in kleinen Fläschchen. Mitte der Staffel zwölf wird er in Mexiko bei einer Verfolgungsjagd mit der Polizei unter Drogeneinfluss festgenommen. Er ist völlig verwirrt, kann sich an nichts erinnern und ist an der Hand verletzt. Das Team kann aber kontaktiert werden und beginnt mit den Ermittlungen. Es stellt sich heraus, dass er sich mit einer Ärztin treffen wollte, die das mysteriöse experimentelle Medikament für seine Mutter anfertigte. Als die Ärztin, Nadi Ramos, ermordet aufgefunden wird, wird Spencer des Mordes angeklagt und kann gerade so mit nach Amerika genommen werden, bevor er nach Mexiko ins Gefängnis kommen soll. Obwohl das Team sich seiner Unschuld sicher ist, verdichten sich die Indizien gegen ihn und er wird zu einer Gefängnis Strafe verurteilt. Sie sind sich sicher, dass Scratch ihm alles anhängen möchte. Im Gefängnis wird Reid mehrmals angegriffen und Ziel interner Konflikte zwischen den Häftlingen. Sein einziger Freund dort wird ermordet. Nach mehreren Wochen Gefängnis gibt es einen entscheidenden Durchbruch bei den kognitiven Verhören und Reid erinnert sich an eine Frau, die ihm die Drogen in Nadi Ramos Zimmer verabreicht, er scheint sie aber nicht zu kennen. Als seine Mutter ihn plötzlich im Gefängnis besucht muss er feststellen, dass er ihre Pflegerin nicht kennt. Es stellt sich heraus, dass die Frau und 'Pflegerin', Lindsay Vaughn, Nadi ermordet und Reid unter Drogen gesetzt hatte. Noch immer glaubt das Team an Scratch, bis sie herausfinden, dass Cat Adams dahinter steckt. Sie ist eine Auftragskillerin, die Reid ins Gefängnis gesteckt hatte und die jetzt Rache sucht. Sie lässt Diana entführen und fordert so Reid auf, bei ihrem Spiel mit zu machen. Sie gibt an, mit Reids Kind schwanger zu sein, was angeblich durch die Ereignisse in Mexiko möglich sein soll. Scheinbar hatte Lindsay ihn unter Drogen gesetzt und sich für Maeve ausgegeben. Reid kann diese Lüge aber entlarven und kommt endgültig frei.  Mitte der 13. Staffel leitet Linda Barnes interne Ermittlungen gegen das Team ein, da sie von den Problemen bei Reids Fall in Mexiko und einem kürzlich geschehen Fall Wind bekommen hat. Sie verkleinert das Team und lässt einige im Team Versetzen, Reid wir gezwungen an einer Universität zu lehren. In der nächsten Folge kann das Team jedoch heimlich einen Fall lösen und es kommt alles wieder zum alten. Anfang der 14. Staffel werden er und Garcia von einer Sekte direkt aus Quantico entführt. Durch ein Ablenkungsmanöver von ihm gelingt Garcia die Flucht und kann Hilfe holen. Mit einem Großeinsatz des FBI gelingt es dem Team, Reid von der Sekte zu befreien und diese zu verhaften.
Jennifer „JJ“ JareauSupervisory Special Agent. Sie ist die Verbindungsfrau der BAU zur Presse und zu den örtlichen Polizeibehörden. Nach dem Ausscheiden von Elle Greenaway wird ihr von Hotch ein Job als Profilerin angeboten, was sie aber aus Freude an ihrer Tätigkeit als Verbindungsfrau ablehnt. Sie ist einmal mit Reid zu einem Spiel der Washington Redskins gegangen, aus diesem Date hat sich aber nichts weiter entwickelt. In der dritten Staffel kommt sie mit Detective William LaMontagne, Jr. zusammen. In der vierten Staffel bekommen sie ihren Sohn Henry, dessen Paten Reid und Garcia werden. Während ihres Mutterschaftsurlaubs wird sie von Jordan Todd vertreten. In der fünften Staffel kommt heraus, dass sich ihre ältere Schwester umbrachte, als JJ elf Jahre alt war. Anfang der sechsten Staffel muss sie das Team unfreiwillig verlassen und wird ins Verteidigungsministerium der Vereinigten Staaten versetzt, kehrt aber zu Beginn der siebten Staffel als Profilerin ins Team zurück. Zum Ende der siebten Staffel heiratet sie Will. Während ihrer Zeit im Verteidigungsministerium erlitt sie bei einem Einsatz in Afghanistan eine Fehlgeburt. Am Ende der zehnten Staffel wird bekannt, dass sie erneut schwanger ist. Ihr zweiter Sohn trägt den Namen Michael. Als Reid in Staffel zwölf ins Gefängnis muss, nimmt sie das sehr mit. In Staffel 13 wird sie vorübergehend Leiter des Teams, nachdem Linda Barnes interne Ermittlungen gegen das Team leitet und Prentiss, Garcia, Reid, Tara und Rossi entlässt bzw. versetzt. Sie leiten heimlich einen Fall und JJ wird deswegen gefeuert, erhält aber noch in derselben Folge ihre Position als Profilerin wieder.
Penelope GarciaTechnical Analyst. Sie ist etwas exzentrisch und die technische Expertin der BAU im Hauptquartier in Quantico. Sie hat mit Hilfe ihrer besonderen Fähigkeiten im Umgang mit Computern das Netzwerk des FBI gehackt und kam so an die Stelle bei der BAU. In der dritten Staffel wird sie nach einem Date angeschossen. Sie überlebt diesen Mordversuch, da die Kugel das Herz knapp verfehlt hat. In der darauffolgenden Episode übernimmt Kevin Lynch ihre Arbeit und ist von ihrem Arbeitsplatz erstaunt. Im Laufe der Staffel entwickelt sich dann eine Beziehung zwischen den beiden, die sie aber in der siebten Staffel beenden. Außerdem ist sie die Patentante von Henry. Mitte der 13. Staffel wird sie wegen interner Ermittlungen und der Übernahme der BAU durch Linda Barnes in eine andere Abteilung versetzt, erhält kurze Zeit später aber wieder ihren alten Posten zurück.
Anfang der 14. Staffel werden sie und Reid von einer Sekte aus Quantico entführt. Reid verhilft ihr zur Flucht, woraufhin sie das Team zur Hilfe holen kann.
Emily PrentissSupervisory Special Agent/Unit Chief. Sie stößt Mitte der zweiten Staffel zum Team dazu. Eigentlich hatte Hotch die Versetzung abgelehnt, was ihr aber nicht gemeldet wurde. Er hatte das Personal ihrer Mutter, welche Botschafterin ist, auf Unbedenklichkeit hin überprüft, und nimmt an, dass sie aufgrund ihrer Beziehungen die Stelle bei der BAU bekommen hat. Am Ende der Folge kann sie ihn jedoch überzeugen, sie ins Team aufzunehmen. Ursprünglich wurde sie von der Vorgesetzten Erin Strauss in das Team geholt, um Beweise gegen Hotch zu sammeln, was sie aber letztlich ablehnt.
Prentiss spricht fließend Arabisch, da sie ihre Kindheit im Nahen Osten verbracht hat. Außerdem spricht sie Italienisch, Französisch, Spanisch und teilweise Russisch. Mit 15 wird sie schwanger, entscheidet sich aber für eine Abtreibung. Mitte bis Ende der sechsten Staffel erfährt das Team, dass sie vor acht Jahren undercover gegen Ian Doyle ermittelt hat, als sie für Interpol gearbeitet hat. Sie spielte dessen Liebhaberin. Von diesem wird sie später scheinbar umgebracht, hat jedoch, wie sich später herausstellt, überlebt und den Tod mit Hilfe von JJ nur vorgetäuscht, um sich vor Doyle zu schützen. Der Rest des Teams weiß davon nichts und trauert um sie. Anfang der siebten Staffel kehrt sie zum Team zurück, was für Spannungen sorgt, da alle dachten, sie wäre tot. Am Ende der siebten Staffel verlässt sie das Team aber endgültig, um als Leiterin des Londoner Interpol Büros zu arbeiten. In der 12. Staffel kehrt sie zunächst als Vertretung für Hotch zurück, der angeblich zu einem Sondereinsatz abkommandiert wurde. In der sechsten Folge der 12. Staffel wird jedoch bekannt gemacht, dass Hotch und seine Familie ins Zeugenschutzprogramm aufgenommen wurden und er somit die BAU verlassen muss. Als Nachfolgerin für den Posten des Unit Chiefs empfiehlt Hotch Prentiss, was diese nach längerer Überlegung am Ende der Folge annimmt. Mitte der 13. Staffel überlegt sie zu gehen, da interne Ermittlungen gegen sie und das Team aufgenommen werden, außerdem wird sie zunächst suspendiert. Dann entscheidet sie sich wegen Reids Überredungskünsten dann doch dagegen und wird später durch Linda Barnes kurzzeitig in die Abteilung für interne Ermittlungen versetzt, erhält dann aber wieder ihre Stelle des Unit Chiefs zurück und bringt auch den Rest des Teams wieder zurück.
David RossiSenior Supervisory Special Agent. Er gründete mit Jason Gideon die BAU, die zu Beginn nur aus den beiden bestand. Er ist Vietnam Veteran, was in einigen Folgen thematisiert wird. Bis zu seinem Vorruhestand war er mit Gideon Leiter der BAU. In der dritten Staffel kehrt er aufgrund des Ausscheidens von Gideon zur BAU zurück. Rossi ging in den Ruhestand, um auf Vorlesetour für seine Bücher zu gehen. Seine Berühmtheit macht es ihm anfänglich schwer, mit Hotch auszukommen. Außerdem war er es noch von damals gewöhnt, als einer der ersten beiden Profiler, vieles im Alleingang zu erledigen. Als ein ungelöster Fall aus seiner Vergangenheit, der ihn immer noch sehr beschäftigte, jedoch mithilfe des Teams gelöst werden kann, lernt er, mit dem Team zusammenzuarbeiten. Er hat den Charakter einer Vaterfigur für das Team. Als seine erste Ehefrau Carolyn zu ihm zurückkehrt, weil sie die Diagnose von ALS bekommen hat, bittet sie Rossi, ihr zu helfen, sich das Leben zu nehmen. Sie nimmt schließlich Schlaftabletten und stirbt in Rossis Armen. Es wird außerdem bekannt, dass Rossi mit ihr einen Sohn hatte, der kurz nach seiner Geburt verstorben ist. Mit seiner zweiten Ehefrau Hayden, einer Afroamerikanerin, hat er eine Tochter namens Joy Struthers, diese lernt er jedoch erst als Erwachsene in der zehnten Staffel kennen. Seine Frau hatte es ihm verheimlicht, weil er seine Karriere beim FBI vorantreiben wollte. Joy hat einen Sohn namens Kai, Rossis Enkel, und ist leidenschaftliche Journalistin, die auch schonmal einen Fall für die BAU aufgedeckt hat. Seine dritte Ehefrau, Krystall, heiratete er betrunken in Las Vegas. Sie ließen die Ehe bereits am nächsten Tag annullieren. In Staffel 12 kommt er kurzzeitig wieder mit seiner 2. Ex Ehefrau zusammen. In Staffel 13 wird er unfreiwillig von Barnes in den Ruhestand geschickt und arbeitet kurzzeitig am Set der Verfilmung eines seiner Bücher, bis jeder im Team wieder seine Stelle zurückbekommt. Im späteren Verlauf der Serie kommt er mit Krystall wieder zusammen und sie heiraten im Finale der 14. Staffel.
Ashley SeaverFBI-Kadett und Special Agent. Eine junge Frau, die ihre Ausbildung beim FBI macht und in der sechsten Staffel als Ersatz für Jennifer Jareau ins Team der BAU kommt. Ihr Vater ist ein Serienmörder, der 25 Frauen umgebracht hat. Er sitzt im Gefängnis und schreibt Ashley Briefe, welche sie aber nicht liest. Sie wechselt zum Ende der sechsten Staffel zur FBI-Einheit von Andi Swann, dies wird am Anfang von Staffel 7 bekannt.
Dr. Alex BlakeSupervisory Special Agent. Sie stößt zu Beginn der achten Staffel als Nachfolgerin von Emily Prentiss zum Team. Sie ist seit ihrem 24. Lebensjahr beim FBI in verschiedenen Positionen tätig und hat mehrere Universitäts-Abschlüsse. Ebenso lehrt sie selbst an einer Universität und besitzt einen Doktorgrad. Sie ist mit einem Arzt namens James verheiratet. James tritt aber kaum in Erscheinung, da er die meiste Zeit für „Ärzte ohne Grenzen“ im Ausland arbeitet. Sie hatten einen gemeinsamen Sohn, welcher jedoch im Alter von neun Jahren an unbekannter Ursache starb. Blake war zuvor in Seattle im Einsatz und begegnete dort bei einem Fall bereits Erin Strauss. Am Ende der neunten Staffel verlässt sie das Team wieder, um als Linguistin an der Universität zu lehren.
Kate CallahanSupervisory Special Agent. Sie stößt zu Beginn der zehnten Staffel nach dem Weggang von Alex Blake zum Team. Sie war zuvor einige Jahre als Undercover-Agentin tätig und gehörte zu Andi Swanns Einheit. Kate ist verheiratet und kümmert sich mit ihrem Mann, Chris, um ihre Nichte Meg. Kates Schwester und ihr Mann – Megs Eltern – kamen bei den Terroranschlägen am 11. September 2001 im Pentagon ums Leben als Meg noch ein Baby war. Gegen Mitte der zehnten Staffel wird Kate schwanger, was zu Spannungen mit Meg führt. Nachdem Meg im Finale der zehnten Staffel entführt wurde, kündigt Kate ihre Stelle wieder, da sie sich auf ihre Familie konzentrieren und sich mehr um Meg und ihr Baby kümmern möchte.
Dr. Tara LewisSupervisory Special Agent. Sie ist Psychologin. Tara stammt ursprünglich aus San Francisco, Kalifornien und arbeitete bereits für die dortige FBI-Dienststelle, bevor sie zur BAU kam. Ihre Aufgabe war es u. a. durch Befragen von Verbrechern, diese besser verstehen zu können. Dies ist auch der Grund, weshalb sie neben ihrer Arbeit bei der BAU ein großangelegtes Verbrecherbefragungsprogramm leitet. Sie verlobte sich mit einem Mann namens Douglas, trennte sich jedoch zu Beginn der elften Staffel von ihm. Über ihre Familie ist anfangs nur bekannt, dass ihr Vater ein Alkoholproblem hat. Sie hat einen Bruder, mit dem sie sich nach dem Tod ihrer Mutter zerstritten hat, ihr Vater wollte schon lange eine Versöhnung. Der Mörder Scratch entführt ihren Bruder, das Team kann ihn aber retten. Mitte der 13. Staffel wird sie von Linda Barnes versetzt, um als Psychologin dem FBI zu helfen, kann dann aber wieder zum Team zurückkehren.
Luke AlvezSpecial Agent des FBI. Er arbeitete oft im Alleingang für eine Abteilung des FBI, die Flüchtige fängt. Außerdem war er Ranger bei der Army. Er kommt in Staffel 12 zur BAU, nachdem er geholfen hat einige der zuvor ausgebrochenen Mörder zu fassen. Besonders wichtig war für ihn der Fall des Crimson King, welcher seinen Partner tötete. Er erhält nach dem Weggang von Hotch und Morgan das Angebot zum Team zukommen und lässt sich zum Profiler ausbilden. Er wird festes Teil des Teams. Garcia kann ihn Anfangs nicht recht ausstehen, da sie die Veränderung nicht mag, und er erhält den Spitznamen 'Frischling'. Er hat eine Hündin namens Roxy. In der 13. Staffel gibt es durch Barnes einige Umstrukturierungen, er behält dennoch seine Stelle und hilft, dass das Team wieder zusammenkommt.
Stephen WalkerEr ist Special Agent bei der BAU. Er kommt in Staffel 12 auf Bitten von Emily ins Team. Die beiden kennen sich auch schon von Interpol. Er hat eine Frau, Monica, sowie eine sechzehn jährige Tochter und einen Sohn. In der letzten Folge von Staffel 12 wird er bei einem Autounfall getötet, als Scratch / Peter Lewis das Fahrzeug des Team mit einem LKW rammt.
Matt Simmons
Er ist Special Agent bei der BAU. Vorher war er Mitglied einer Militär-Spezialeinheit, wodurch seine Profiling Skills geschärft wurden, und des International Response Teams. Er unterstützte das Team bei der Festnahme von Scratch / Peter Lewis am Ende der 12. Staffel. Anschließend wurde Matt als Ersatz für den getöteten Stephen Walker für das Team rekrutiert, nachdem das International Response Team aufgelöst wurde. Simmons ist verheiratet mit Kristy Simmons und Vater von vier Kindern. Am Ende der 14. Staffel wird verkündet, das sie ein fünftes Kindes erwarten. Nach der Geburt der Tochter wird diese nach Simmons Kollegen David Rossi benannt und erhält den Namen Rosemary.

### Nebenfiguren
Haley HotchnerSie war die Ehefrau von Hotch, mit dem sie ihren Sohn Jack hatte. Weil Hotch sich zu sehr um den Beruf und zu wenig um die Familie kümmerte, zog sie Anfang der dritten Staffel bei ihm aus und ließ sich von ihm scheiden. Sie tauchte bis zu ihrer grausamen Ermordung in der fünften Staffel durch den „Reaper“ in unregelmäßigen Abständen in der Serie auf.
Dr. Diana ReidSie ist die psychisch kranke, hochintelligente Mutter von Reid. Sie wurde bei dem Mord an einem Pädophilen mitschuldig, der ihren damals vierjährigen Sohn Spencer beinahe missbraucht hätte. Sie und ihr Mann William trennten sich, weil sie dieses Erlebnis nicht gemeinsam verarbeiten konnten. Dieses Geschehen wurde gegen Mitte der vierten Staffel dargestellt. Diana lebt gegenwärtig in einer psychiatrischen Klinik in der Nähe von Las Vegas, nachdem ihr Sohn Spencer sie, als er 18 Jahre alt war, einweisen ließ. In der elften Staffel erfährt Spencer, dass sie nicht nur psychisch krank ist, sondern auch an einer frühen Form von Alzheimer-Demenz leidet. Sie war Professorin für Literatur des 15. Jahrhunderts.
William „Will“ LaMontagne, Jr.Er war Detective im New Orleans Police Department und trat zum ersten Mal gegen Ende der zweiten Staffel auf, wo er bereits mit JJ anbandelte. Ihre Beziehung wird jedoch erst in Staffel 3 bekannt. Sie haben zwei gemeinsame Söhne Henry, der in der vierten Staffel zur Welt kommt, und Michael, der zwischen Staffel 10 und 11 geboren wird. Am Ende der siebten Staffel heiraten Will und JJ schließlich. Er ist von New Orleans nach Virginia gezogen, um näher bei seiner Familie zu sein, und arbeitet inzwischen für das MPD als Detective.
Erin StraussSection Chief der BAU. Sie beobachtete die Arbeit des Teams und vor allem die von Hotch sehr genau. Ihre Anweisungen wurden von Hotch oft nur widerwillig umgesetzt. Im Laufe der siebten Staffel fällt auf, dass Strauss ein beträchtliches Alkoholproblem hat und Hotch setzt ihr ein Ultimatum, selbst beim Direktor um Freistellung für einen Entzug zu bitten. Nach überstandenem Entzug kehrt sie später auf ihren Posten zurück. Im Finale der achten Staffel verabreicht der „Nachahmer“ ihr eine Überdosis Drogen. Als Folge derer stirbt sie in Hotchs Armen.
Kevin LynchTechnical Analyst. Ein technischer Experte des FBI, welcher Garcia nach ihrer Schussverletzung in der dritten Staffel vertritt und kurz darauf mit ihr zusammenkommt. Sie trennen sich zwar wieder, jedoch unterstützt Kevin Garcia bei manchen Fällen oder vertritt sie.
Jordan ToddSupervisory Special Agent. Sie war die Vertretung von JJ, während deren Mutterschaftsurlaubs. Sie hat anfänglich Differenzen mit Hotch, kann diese jedoch schnell beilegen. Gegen Mitte der vierten Staffel ist Jordan dankbar, die Aufgabe wieder an JJ abzugeben und in die Antiterroreinheit zurückzukehren.
Mateo „Matt“ CruzSection Chief der BAU. Nach Erin Strauss’ Tod übernimmt er zu Beginn der neunten Staffel die Stelle als Section Chief der BAU und wird somit der neue Vorgesetzte von Hotch und seinem Team.
Dr. Savannah MorganSie ist seit der neunten Staffel Morgans feste Freundin. Savannah ist Ärztin am Bethesda General Hospital in Virginia. Anfang der zehnten Staffel zieht sie mit Morgan zusammen. In der 16. Folge der elften Staffel verloben sich die beiden, kurz nachdem Derek erfahren hat, dass sie schwanger ist. In der 18. Folge der elften Staffel wird sie vor einem Krankenhaus angeschossen und muss das Baby per Kaiserschnitt zur Welt bringen.
Joy RossiSie ist Rossis Tochter aus seiner zweiten Ehe mit der afroamerikanischen Diplomatin Hayden Montgomery. Joy hat von ihrem verstorbenen Stiefvater erfahren, dass Rossi ihr leiblicher Vater ist. Ihre Mutter wollte Rossis Karriereplänen nicht im Weg stehen und hat ihm nie was von der Schwangerschaft erzählt. Joy ist mit dem Italiener Shawn Struthers verheiratet und hat einen Sohn namens Kai. Sie arbeitet als Kriminalreporterin und hat einen Roman über den Zodiac-Killer geschrieben. Bevor sie in der elften Staffel den Nachnamen ihres leiblichen Vaters angenommen hat, hieß sie Joy Struthers.
Kristy Simmons
Sie ist die Ehefrau von Matt Simmons und Mutter seiner vier, später fünf, Kinder.

## Episodenaufbau
Die Folgen beginnen meist in einer US-amerikanischen Stadt, in der ein Mensch ermordet wird. Häufig ist dabei der Täter bereits zu sehen, zumindest wird gezeigt, wie der Mord geschah. Dann folgt ein Szenenwechsel zum Hauptquartier nach Quantico, oder zu einer Szene aus dem Leben der Ermittler, die einen Nebenhandlungsstrang eröffnet, welcher im Verlauf der Folge zumeist abgeschlossen wird. Nach einer kurzen Einweisung in den Fall und ersten Vermutungen macht sich das Team bereit, mit dem Jet zu fliegen. Dann folgt der Vorspann und das erste Zitat einer berühmten Persönlichkeit wird vorgetragen.
Im Flugzeug geht es um das Aufstellen erster Theorien, während die technische Analystin Garcia Informationen zu den Opfern liefert. Teamchefin Prentiss (früher: Hotch) teilt das Team dann meist in Zweiergruppen auf. Die einen gehen zur örtlichen Polizeidienststelle, während die anderen den Tatort besichtigen, bzw. die Gerichtsmedizin besuchen. Auf der Dienststelle werden häufig Angehörige der Opfer befragt. Sobald ein weiteres Opfer auftaucht, wird deutlich, dass der Täter entweder seine Vorgehensweise geändert hat oder aber ein deutliches Muster erkennbar wird. Daraufhin stellt das Team der Dienststelle das Profil vor, um die Tatperson eingrenzen zu können. Häufig kann dann mit Garcias Hilfe die gesuchte Person ausfindig gemacht werden. Sie liefert außerdem zusätzliche Informationen aus Zeitungsartikeln o. ä., die die Beweggründe des Täters erklären sollen, bzw., was der Auslöser für die Morde war.
Das Team benutzt je nach Situation unterschiedliche Methoden um den Täter zur Aufgabe zu zwingen, der meistens dabei ist, einen weiteren Menschen zu töten. Meist gibt er auf oder wird erschossen, da er einen Suizid durch Polizistenhand wählt. Dann ist der Fall gelöst, nur in seltensten Fällen kann der Täter nicht gefasst werden. Am Ende wird häufig der Nebenhandlungsstrang beendet und die Folge endet mit dem Vortragen des zweiten Zitates (siehe: Besonderheiten). Es wird nur selten von diesem Muster abgewichen. Manchmal wird auch die Form des Cliffhangers gewählt, um eine Folge zu beenden.

## Besetzung und Synchronisation

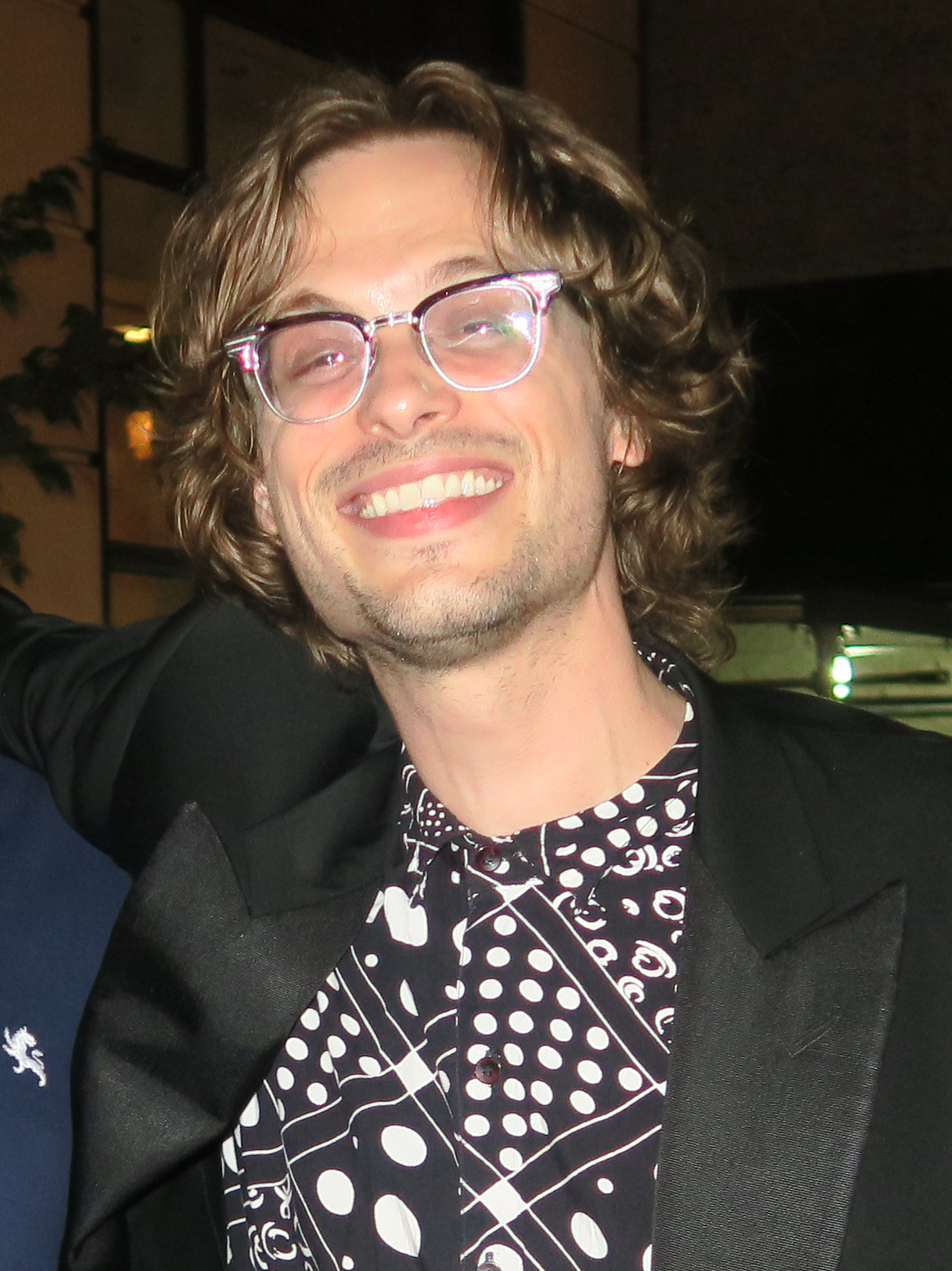
Matthew Gray Gubler (2017)
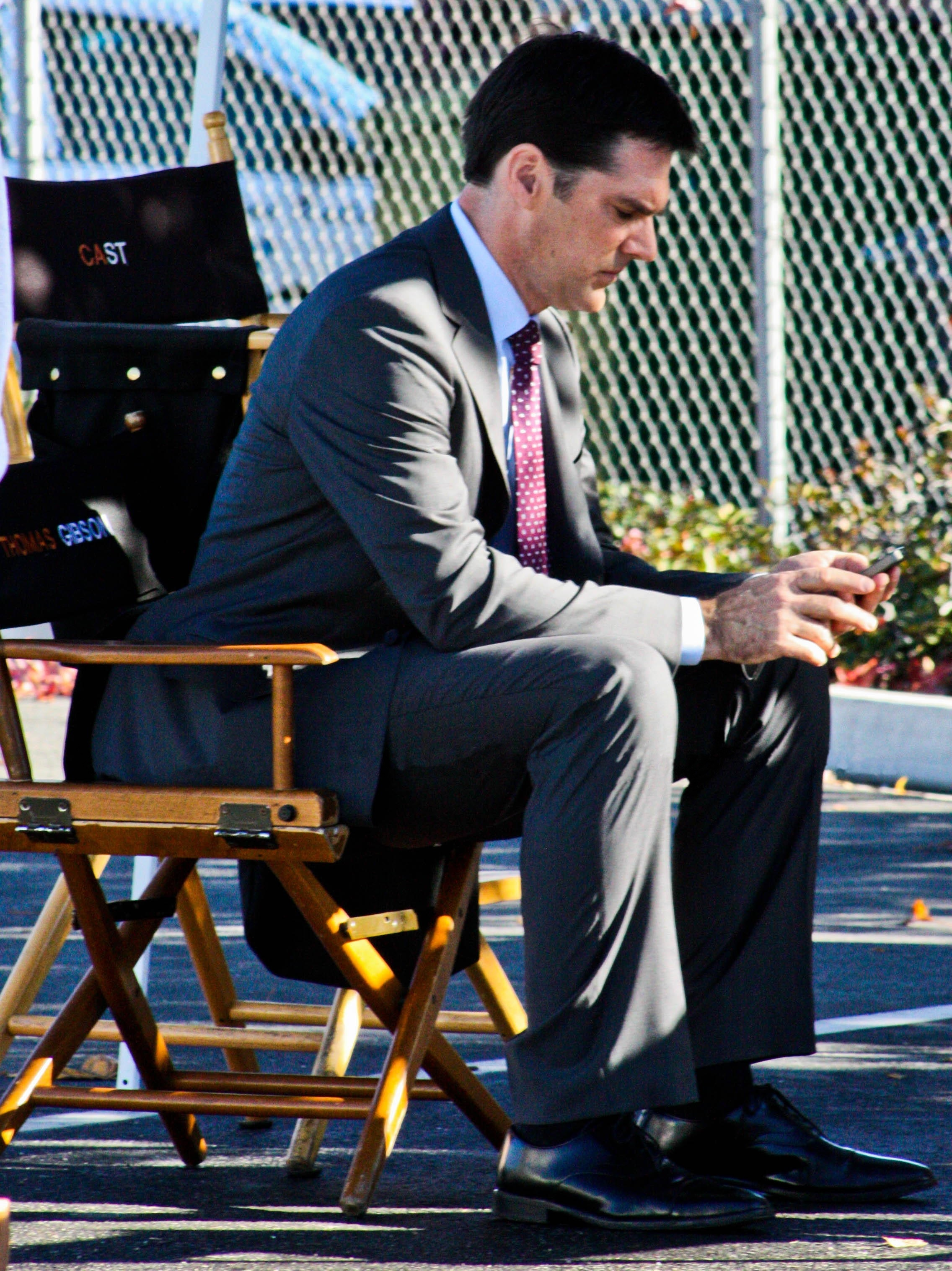
Thomas Gibson (2010)
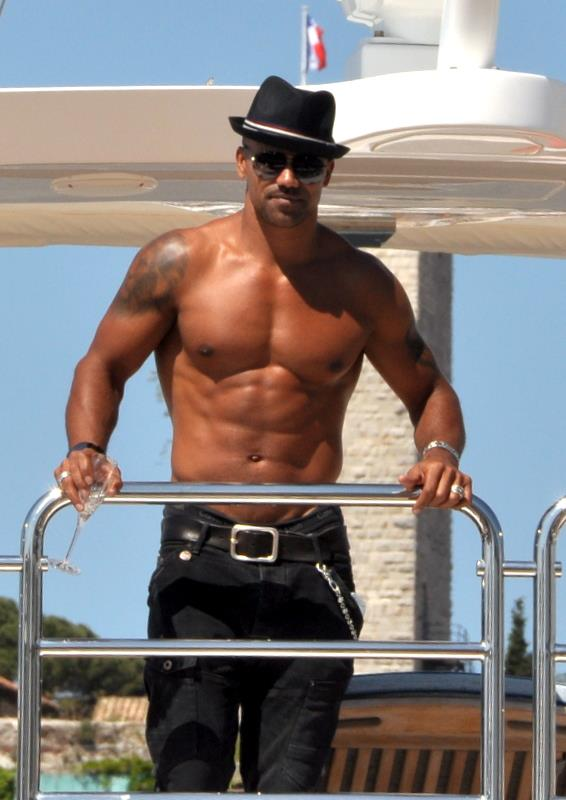
Shemar Moore (2012)
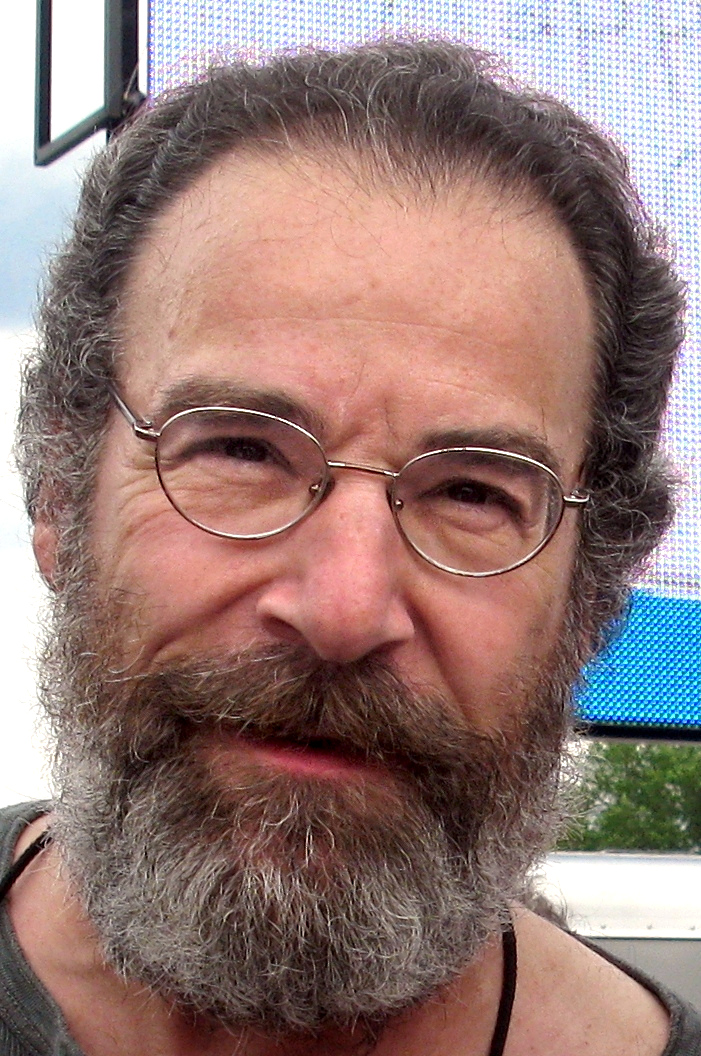
Mandy Patinkin (2008)
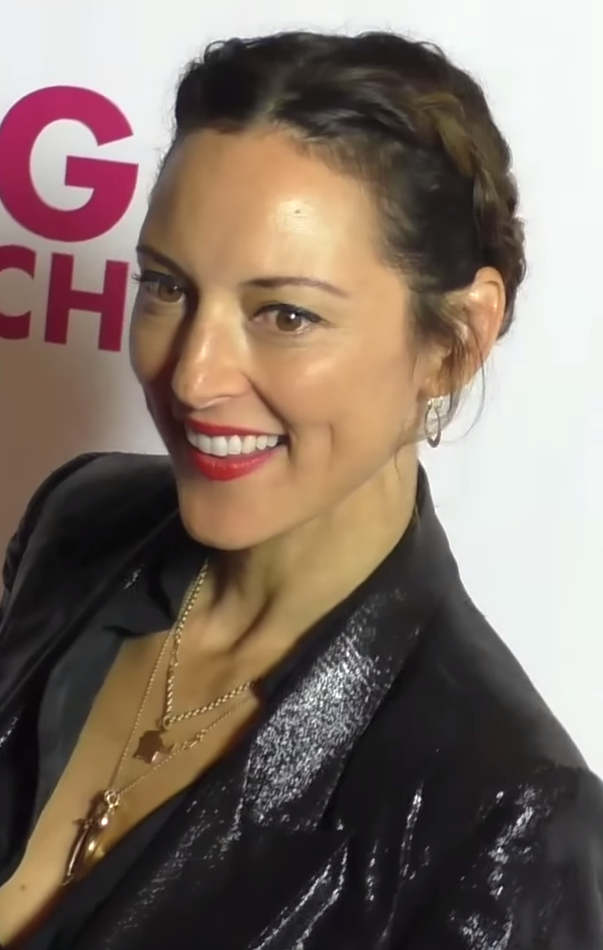
Lola Glaudini (2016)
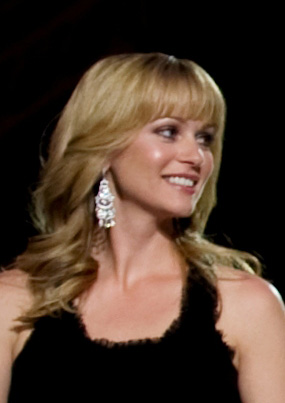
A. J. Cook (2010)
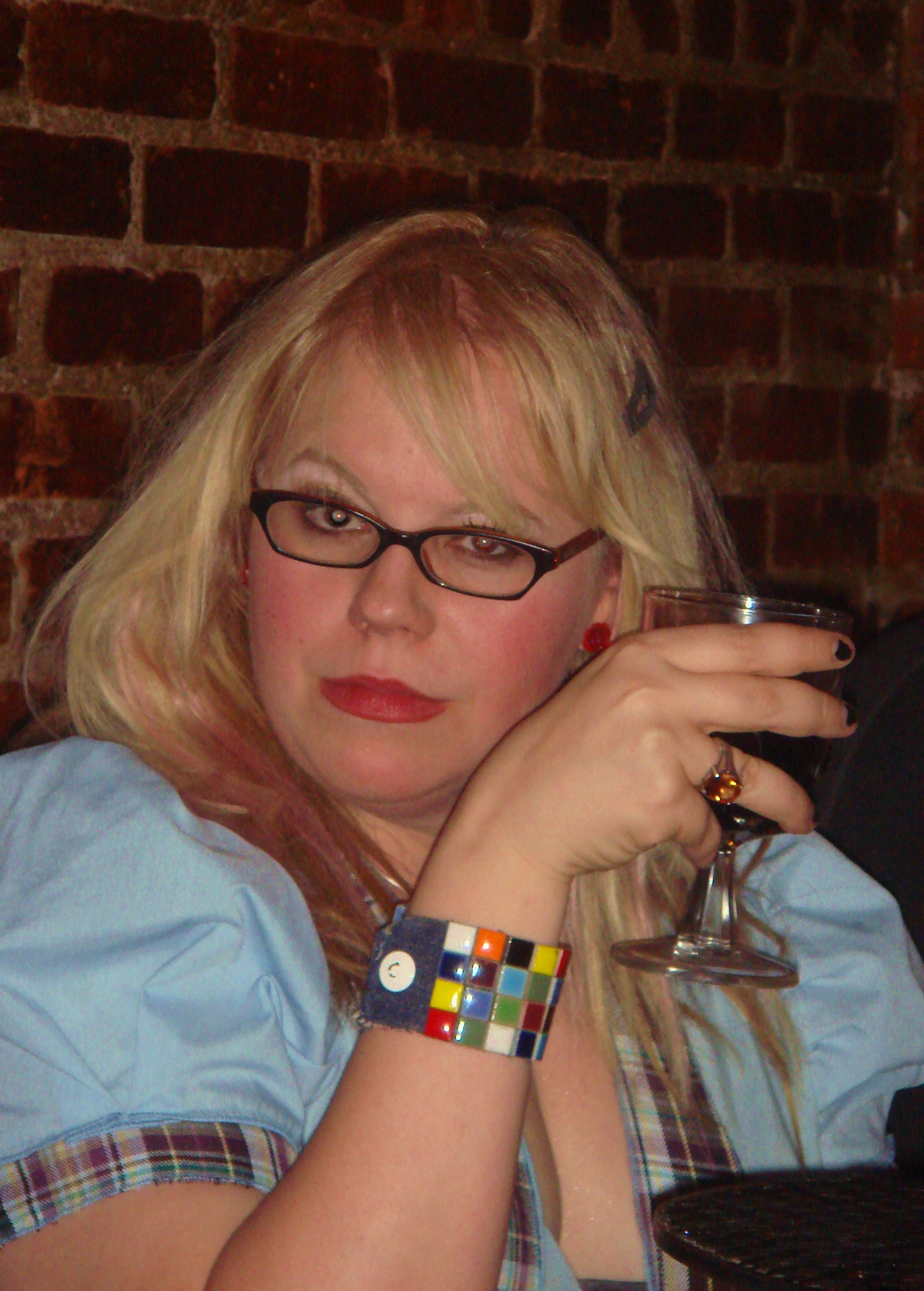
Kirsten Vangsness (2007)
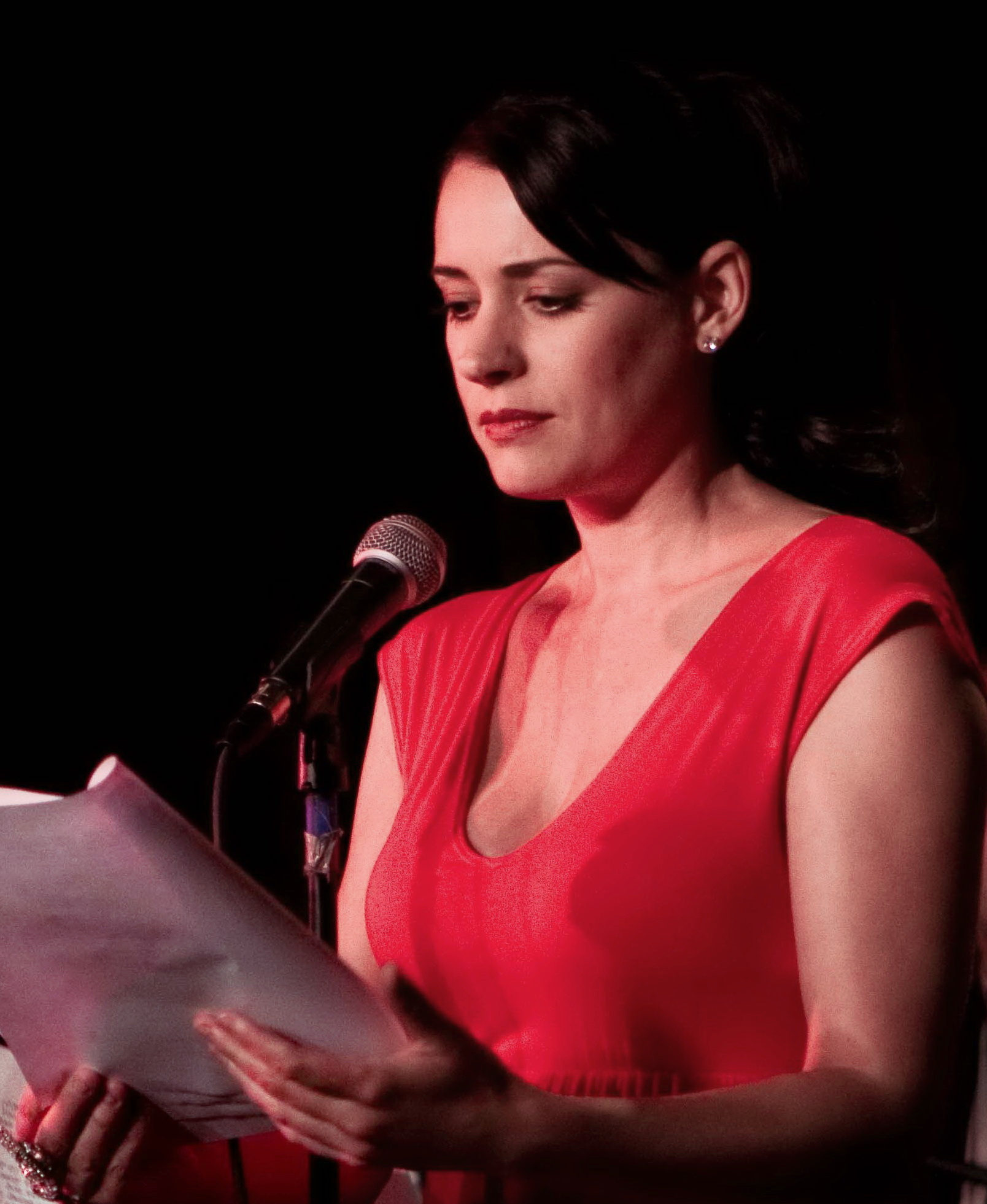
Paget Brewster (2010)
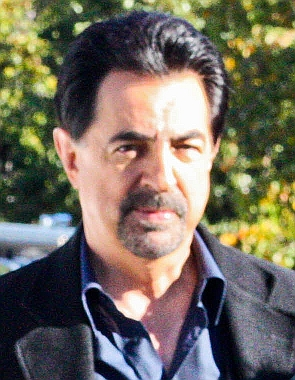
Joe Mantegna (2010)
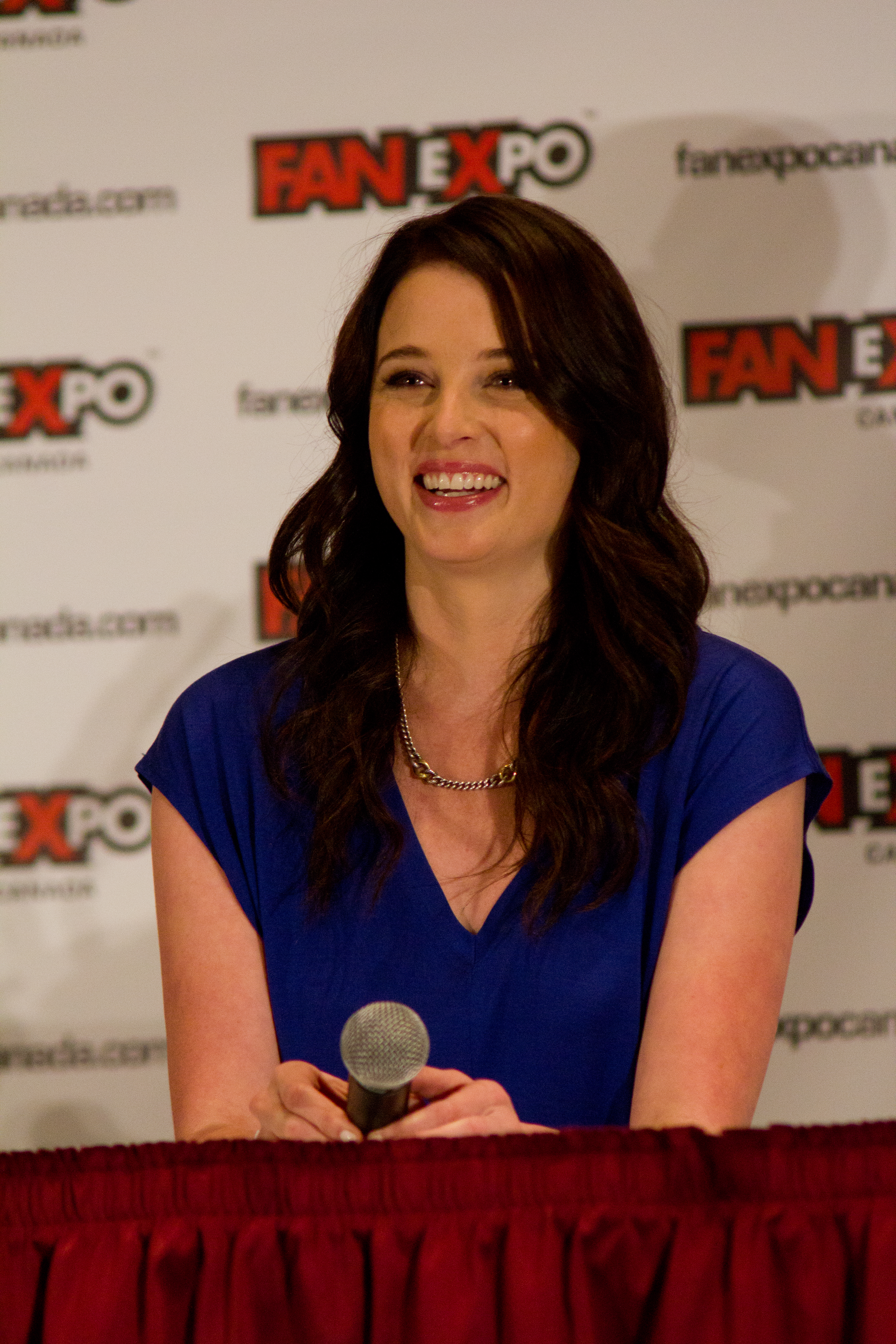
Rachel Nichols (2012)
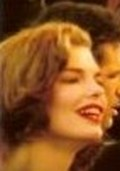
Jeanne Tripplehorn (1992)
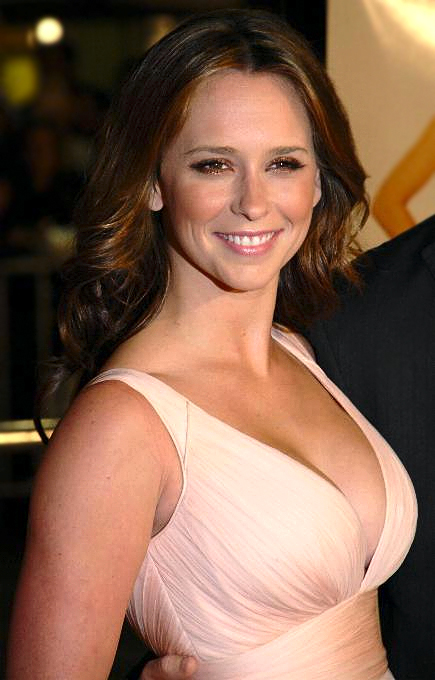
Jennifer Love Hewitt (2008)
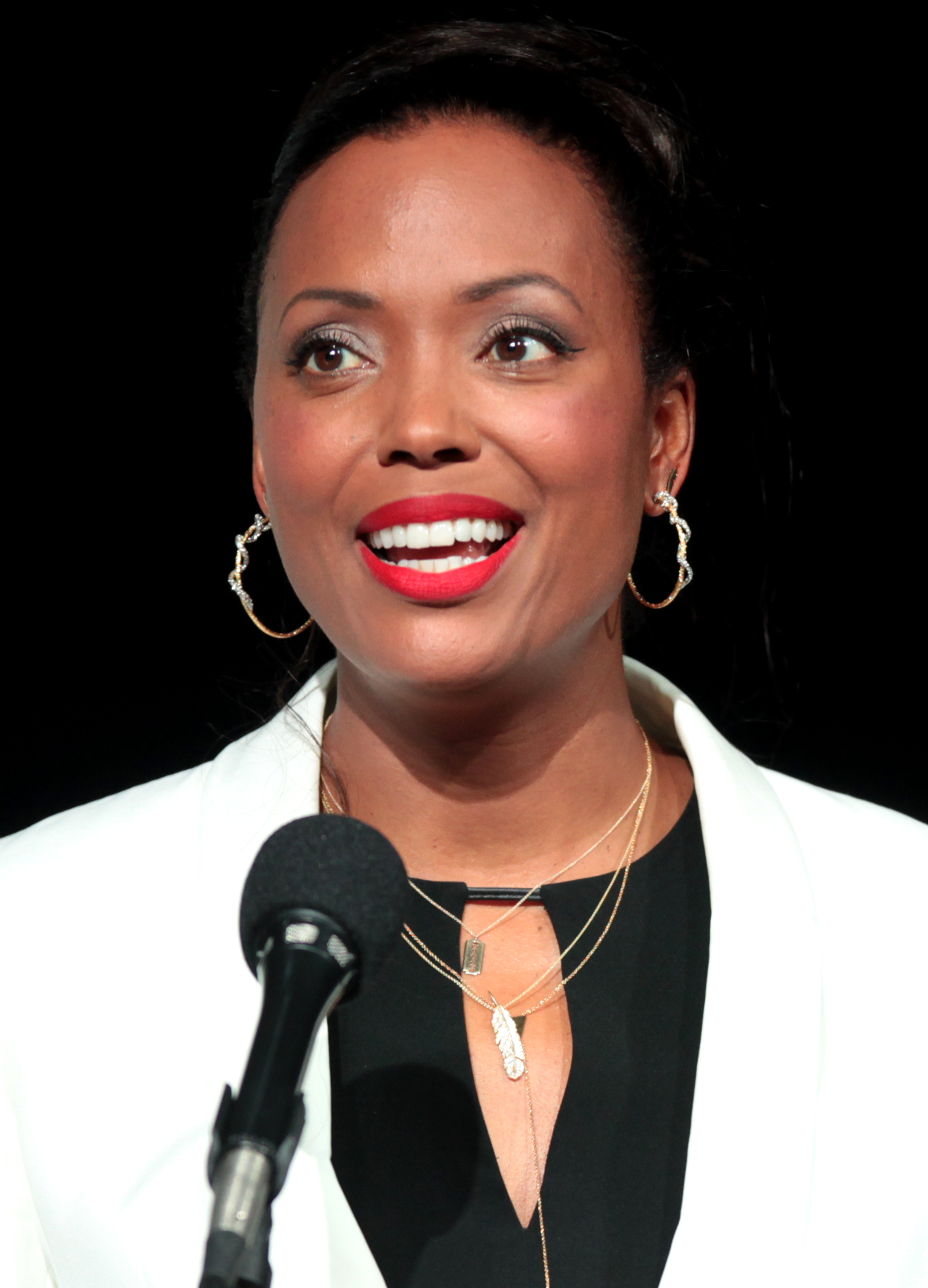
Aisha Tyler (2014)
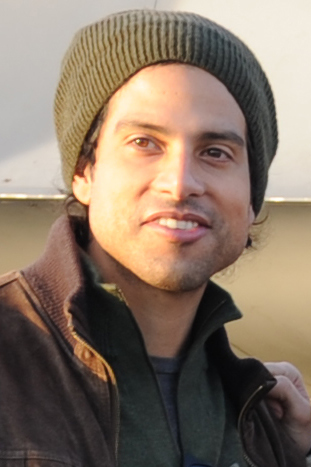
Adam Rodriguez (2015)
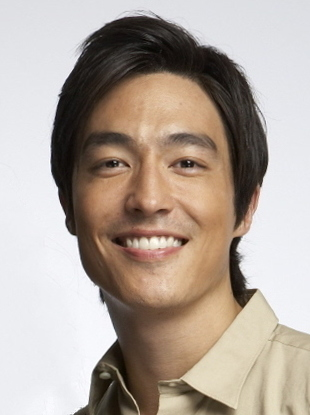
Daniel Henney (2008)

Die deutschsprachige Vertonung der Serie findet bei der EuroSync GmbH in Berlin statt. Dagmar Preuß schrieb die Dialogbücher der ersten beiden Staffeln. Ihre Nachfolger waren Peter Krone (Staffel 3 bis 9) und Paul Kaiser (ab Staffel 10). Preuß führt zudem mit Elke Weidemann die Dialogregie. Seit Staffel 16 verantwortet die Dialogbücher Felix Strüven, die Dialogregie übernahm Susanne Sternberg.
| Tittel                    | Rolle                            | Schauspieler         | Synchronsprecher                               | Episode                                                    | Staffeln                | Zeitraum                                         |
| ------------------------- | -------------------------------- | -------------------- | ---------------------------------------------- | ---------------------------------------------------------- | ----------------------- | ------------------------------------------------ |
| Technical Analyst         | Penelope Garcia                  | Kirsten Vangsness    | Almut Zydra                                    | 1.01–                                                      | 1–                      | seit 2005                                        |
| Supervisory Special Agent | Jennifer „JJ“ Jareau             | A. J. Cook           | Tanja Geke                                     | 1.02–                                                      | 1–                      | seit 2005                                        |
| Supervisory Special Agent | David Rossi                      | Joe Mantegna         | Jan Spitzer Matthias Klages (seit S16)         | 3.06–                                                      | 3–                      | seit 2007                                        |
| FBI Section Chief         | Emily Prentiss                   | Paget Brewster       | Ulrike Stürzbecher                             | 2.09–7.24, 9.14, 11.19–                                    | 1–7, 9, 11–             | 2006–2012, 2014, seit 2016                       |
| Supervisory Special Agent | Dr. Tara Lewis                   | Aisha Tyler          | Arianne Borbach Heide Domanowski (seit S17)    | 11.01–                                                     | 11–                     | seit 2015                                        |
| Supervisory Special Agent | Luke Alvez                       | Adam Rodriguez       | Florian Halm                                   | 12.01–                                                     | 12–                     | seit 2016                                        |
|                           | Elias Voit                       | Zach Gilford         | Jesse Grimm                                    | 16.01–                                                     | 16–                     | seit 2022                                        |
|                           | Tyler Green                      | Ryan-James Hatanaka  | Vincent Fallow                                 | 16.01–                                                     | 16–                     | seit 2022                                        |
|                           | Rebecca Wilson                   | Nicole Pacent        | Susanne Sternberg                              | 16.01–                                                     | 16–                     | seit 2022                                        |
|                           | Sydney Voit                      | Kiele Sanchez        | Maria Koschny                                  | 16.01–                                                     | 16–                     | seit 2022                                        |
| FBI Deputy Director       | Doug Bailey †                    | Nicholas D’Agosto    | Florian Hoffmann                               | 16.01–17.10                                                | 16–17                   | 2022–2024                                        |
| FBI Director              | Ray Madison                      | Clark Gregg          | Till Hagen                                     | 17.01–                                                     | 17–                     | 2024                                             |
| Supervisory Special Agent | Dr. Spencer Reid                 | Matthew Gray Gubler  | Nicola Devico Mamone                           | 1.01–15.10, 18.03–18.04                                    | 1–15, 18                | 2005–2020, 2025                                  |
| Supervisory Special Agent | Derek Morgan                     | Shemar Moore         | Michael Deffert                                | 1.01–13.05                                                 | 1–13                    | 2005–2017                                        |
| FBI Unit Chief            | Aaron „Hotch“ Hotchner           | Thomas Gibson        | Thomas Nero Wolff Frank Röth (S7–S12)          | 1.01–12.02                                                 | 1–12                    | 2005–2016                                        |
| Supervisory Special Agent | Jason Gideon †                   | Mandy Patinkin       | Erich Räuker                                   | 1.01–3.02                                                  | 1–3                     | 2005–2007                                        |
| Supervisory Special Agent | Elle Greenaway                   | Lola Glaudini        | Sabine Arnhold                                 | 1.01–2.06                                                  | 1–2                     | 2005–2006                                        |
| Special Agent             | Ashley Seaver                    | Rachel Nichols       | Debora Weigert                                 | 6.10–6.24                                                  | 6                       | 2010–2011                                        |
| Supervisory Special Agent | Dr. Alex Blake, geb. Miller      | Jeanne Tripplehorn   | Anke Reitzenstein                              | 8.01–9.24                                                  | 8–9                     | 2012–2014                                        |
| Supervisory Special Agent | Kate Callahan                    | Jennifer Love Hewitt | Melanie Hinze                                  | 10.01–10.23                                                | 10                      | 2014–2015                                        |
| Supervisory Special Agent | Stephen Walker †                 | Damon Gupton         | Matthias Klages                                | 12.08–12.22                                                | 12                      | 2016–2017                                        |
| Supervisory Special Agent | Matthew „Matt“ Simmons           | Daniel Henney        | Florian Hoffmann                               | 10.19, 12.13–15.10                                         | 10, 12–15               | 2015, 2017–2020                                  |
|                           | Haley Hotchner, geb. Brooks †    | Meredith Monroe      | Schaukje Könning                               | 1.01–3.05, 5.01–5.10, 9.05                                 | 1–3, 5, 9               | 2005–2007, 2009, 2013                            |
|                           | Dr. Diana Reid                   | Jane Lynch           | Marina Krogull (S1–S12) Heike Schroetter (S15) | 1.22–2.15, 4.06–4.07, 12.11–12.22, 15.02–15.10             | 1–2, 4, 12, 15          | 2006–2007, 2008, 2017, 2020                      |
| Detective                 | William „Will“ LaMontagne, Jr. † | Josh Stewart         | Sven Hasper                                    | 2.18–5.10, 7.07–9.14, 11.22–15.10, 16.01–16.10 18.03–18.04 | 2–5, 7–9, 11–15, 16, 18 | 2007–2009, 2011–2014, 2016–2020, 2022–2023, 2025 |
| Section Chief             | Erin Strauss †                   | Jayne Atkinson       | Barbara Schnitzler                             | 2.23–3.06, 5.05–9.14, 15.10                                | 2–3, 5–9, 15            | 2007, 2009–2014, 2020                            |
|                           | Jack Hotchner                    | Cade Owens           | Julian Kohler                                  | 3.02–12.02                                                 | 3–12                    | 2007–2016                                        |
| Technical Analyst         | Kevin Lynch                      | Nicholas Brendon     | Stefan Krause                                  | 3.09–10.02                                                 | 3–10                    | 2007–2014                                        |
| Supervisory Special Agent | Jordan Todd                      | Meta Golding         | Claudia Urbschat-Mingues                       | 4.05–4.13                                                  | 4                       | 2008–2009                                        |
|                           | Beth Clemmons                    | Bellamy Young        | Giuliana Jakobeit                              | 7.10–8.23                                                  | 7–8                     | 2011–2013                                        |
| Section Chief             | Mateo „Matt“ Cruz                | Esai Morales         | Marcus Off                                     | 9.04–10.19                                                 | 9–10                    | 2013–2015                                        |
|                           | Dr. Savannah Morgan, geb. Hayes  | Rochelle Aytes       | Antje von der Ahe                              | 9.08–11.18                                                 | 9–11                    | 2013–2016                                        |
|                           | Joy Rossi, ehem. Struthers       | Amber Stevens West   | Julia Meynen                                   | 10.09–11.07, 14.15                                         | 10–11, 14               | 2014–2015, 2019                                  |
|                           | Kristy Simmons                   | Kelly Frye           | Alexandra Wilcke                               | 13.03–15.10                                                | 13–15                   | 2017–2020                                        |
|                           | Krystall Richards †              | Gail O’Grady         | Karin Grüger                                   | 13.18–15.10, 16.10                                         | 13–1516                 | 2018–2020, 2023                                  |

### Personalentscheidungen
Lola Glaudini
Am Anfang der zweiten Staffel verließ Lola Glaudini die Serie. In einer Mitteilung hieß es, dass Glaudini sich mit dem Drehort Los Angeles nicht anfreunden konnte und aus persönlichen Gründen wieder zurück an die Ostküste der USA ziehen werde.
Mandy Patinkin
Kurz vor Beginn der Dreharbeiten zur dritten Staffel verließ Mandy Patinkin 2007 die Serie überraschend. Fünf Jahre später äußerte er sich wie folgt: „Der größte öffentliche Fehler, den ich je begangen habe, war es, dass ich (den Job) ‚Criminal Minds‘ überhaupt angenommen habe. Ich dachte, dass es etwas anderes werden würde. Ich hätte nie gedacht, dass sie alle diese Frauen jeden Tag, jede Nacht, jede Woche und das Jahr für Jahr töten und vergewaltigen würden. Es hat meiner Seele und meiner Persönlichkeit nicht gut getan.“ Weiter sagte er, dass er den Geschmack der Zuschauer nicht verurteile, jedoch über den Effekt besorgt sei, da überall auf der Welt die Serie als Gute-Nacht-Geschichte benutzt werde.
A. J. Cook
Zu Beginn der sechsten Staffel wurde der Vertrag von A. J. Cook aufgrund von Sparmaßnahmen des Senders CBS nicht verlängert, da eine Hauptdarstellerin ausscheiden sollte. Nach einer Vielzahl von Fanprotesten legte CBS Cook jedoch für die siebte Staffel wieder einen Vertrag vor, den sie unterzeichnete. Seitdem gehört sie wieder zur Stammbesetzung der Serie.
Paget Brewster
Zusammen mit Cooks Vertragsauflösung wurde bekannt, dass Paget Brewster auch nicht in allen Folgen der sechsten Staffel zu sehen sein werde. Durch Verhandlungen konnte sie erreichen, sich einer Pilotfolge des Senders NBC anschließen zu dürfen. Da der Pilot allerdings nicht in Serie ging, konnte CBS Brewster wegen einer Vertragsklausel zur Serie zurückholen, so dass sie in der siebten Staffel wieder ein vollwertiges Mitglied des Hauptcasts war. Im Februar 2012 ließ sie jedoch verlauten, dass sie sich „Nach sechs wundervollen Jahren als Emily Prentiss“ dazu entschlossen habe, „eine neue Herausforderung zu suchen“. Sie wollte sich überdies noch während der Dreharbeiten für andere Projekte freistellen lassen, jedoch erlaubten Sender und Produktionsstudio dies nicht. Nach ihrem Ausstieg war sie noch zwei Mal in Gastauftritten in der Serie zu sehen. Zu Anfang der zwölften Staffel sollte sie zunächst nur für einen längeren Handlungsbogen zur Serie zurückkehren. Als Folge des Ausscheidens von Thomas Gibson wurde Brewster jedoch wieder in den regulären Hauptcast aufgenommen.
Rachel Nichols
Rachel Nichols war als Ersatz für Cook und Brewster während der sechsten Staffel zur Serie gestoßen. Nach Ende dieser Staffel wurde ihre Rolle aus der Serie geschrieben. Sie erfuhr dies nicht persönlich, sondern über eine öffentliche Bekanntgabe des Senders.
Jeanne Tripplehorn
Jeanne Tripplehorn stieß als Nachfolgerin von Paget Brewster in der achten Staffel zur Serie. Mit dem Finale der neunten Staffel verließ sie ohne vorherige Ankündigung die Serie, da sie ihren Vertrag nicht verlängerte. Zuvor hatten sie und Produzentin Erica Messer sich auf ein Ende ihrer Story geeinigt. Tripplehorn äußerte sich jedoch positiv zu ihrer Rolle und sagte, dass die Rolle für sie genau zum richtigen Zeitpunkt gekommen sei, da sie eine etwas „dunklere“ Rolle habe verkörpern wollen.
Jennifer Love Hewitt
Als Ersatz für Tripplehorn stieß Jennifer Love Hewitt zur Serie. Die Schauspielerin wurde während der Dreharbeiten zur zehnten Staffel schwanger, was auch auf ihre Rolle übertragen wurde. Die Schauspielerin verließ von sich aus die Serie, da sie „ihrem zweiten Baby die gleiche Aufmerksamkeit schenken [wolle], wie dem ersten und das bedeutet sich eine Auszeit zu nehmen und eine Vollzeitmutter zu sein.“ Eine Rückkehr zur Serie stünde ihr jedoch jederzeit offen.
Shemar Moore
Gegen Ende der elften Staffel äußerte Shemar Moore für die Produzenten überraschend den Wunsch, die Serie zu verlassen, da er sich vermehrt seinem Privatleben und neuen Projekten widmen wolle. Der Wunsch des Darstellers wurde, genauso wie bei Hewitt, auf seine Rolle übertragen.
Adam Rodriguez
Als Ersatz für den ausgestiegenen Shemar Moore wurde der aus CSI: Miami bekannte Adam Rodriguez verpflichtet.
Thomas Gibson
Im August 2016 wurde Thomas Gibson fristlos entlassen, nachdem er in einem Streit Virgil Williams, einen der Co-Executive Producer der Serie, getreten haben soll.
Damon Gupton
Im Juni 2017 wurde bekanntgegeben, dass Damon Gupton nicht für die kommende 13. Staffel zurückkehren wird.
Daniel Henney
Im Juni 2017 wurde bekanntgegeben, dass Daniel Henney aus Criminal Minds: Beyond Borders nach dessen Absetzung ab der 13. Staffel in seiner Rolle als Special Agent Matt Simmons zur Stammbesetzung von Criminal Minds gehören wird.

## Gast- und Nebendarsteller
Die wichtigsten Gast- und Nebendarsteller mit Auftritten in mehr als einer Episode (zugehörige Staffeln sind in Klammern angegeben):
| - Gonzalo Menendez als Josh Cramer (1–2) - Molly Baker als Jessica Brooks (1, 3, 5, 9–10) - Neal Jones als Karl Arnold (1, 5) - Ian Anthony Dale als Detective/Lieutenant Owen Kim (1, 5) - Eric Johnson als Sean Hotchner (1, 8) - Lukas Haas als Wanderweg-Killer (1) - Taylor Nichols als William Reid (2, 4) - Erica Gimpel als Sarah Morgan (2, 7) - Skipp Sudduth als Detective Stan Gordinski (2, 8) - Elle Fanning als Tracy Belle (2) - Keith Carradine als Frank Breitkopf (2) - Amy Madigan als Jane Hanratty (2) - James Van Der Beek als Tobias Hankel (2) - Bill Smitrovich als Detective Farraday (2) - Don Swayze als Charles Hankel (2) - Sienna Guillory als Kate Joyner (3–4) - Jack McGee als Detective Brustin (3–4) - Erik Palladino als Detective Cooper (3–4) - John Eddins als Detective Walker (3, 5) - Marc Vann als Adam Fuchs (3, 10) - Gia Mantegna als Lindsey Vaughan (3, 12) - Fredric Lehne als Jack Vaughan (3, 12) - Jamie Kennedy als Floyd Feylinn Ferrell (3, 13) - Bailey Chase als Jason Battle (3) - C. Thomas Howell als George Foyet/Der Reaper (4–5, 9, 15) - Garret Dillahunt als Mason Turner (4) - Sharif Atkins als William Hightower (4) - Wil Wheaton als Floyd Hansen (4) - Mitch Pileggi als Norman Hill (4) - Michael Biehn als Detective Ron Fullwood (4) - Tim Curry als Billy Flynn (5–6) | - Robert Davi als Detective Kurzbard (5–6) - D. B. Sweeney als Sam Kassmeyer (5) - Salli Richardson als Tamara Barnes (5) - Sean Patrick Flanery als Darrin Call (5) - William Sadler als Ray Finnegan (5) - Jonathan Frakes Dr. Arthur Malcolm (5) - Forest Whitaker als Sam Cooper (5) - Timothy V. Murphy als Ian Doyle (6–7) - Denise Dowse als Yvonne Burns (6–7) - Angus Macfadyen als Sean McAllister (6) - Siena Goines als Tsia Mosely (6) - Sebastian Roché als Clyde Easter (6–7) - Robert Knepper als Rhett Walden (6) - Corbin Bernsen als Jerry Grandin (6) - Mark Moses als Senator Cramer (7–8) - Isabella Hofmann als Carolyn Baker-Rossi (7) - Tricia Helfer als Izzy Rogers (7) - Josh Randall als Matthew Downs (7) - Evan Jones als Chris Stratton (7) - René Auberjonois als Col. Ron Massey (7) - Robert Englund als Det. Gassner (7) - Teresa Huang als Dr. Weiss (8–10) - Meshach Taylor als Harrison Scott (8–9) - Beth Riesgraf als Dr. Maeve Donovan (8, 12, 15) - Hector Hugo als Detective Sam Ogilvie (8, 12) - Mark Hamill als John Curtis/Der Nachahmer (8) - Ray Wise als John Nelson (8) - Matthew Lillard als David Roy Turner (8) - Russell Richardson als Thomas Scott (9–10) - Faran Tahir als Tivon Askari (9–10) - John M. Jackson als Agent Malcolm Hollins (9) | - Molly Culver als Agent Tia Canning (9–10) - Fred Koehler als Wallace Hines und Jesse Gentry (9) - Camryn Manheim als Carla Hines (9) - Michael Trucco als Owen McGregor (9) - Brett Cullen als Justin Mills (9) - Bodhi Elfman als Peter Lewis/Mr. Scratch (10–13) - Hailey Sole als Meg Callahan (10) - Greg Grunberg als Chris Callahan (10) - Melora Walters als Paige (10) - Aubrey Plaza als Cat Adams (11–12, 15) - Robert Neary als Giuseppe Montolo (11) - Marisol Nichols als Agent Natalie Colfax (11) - Sheryl Lee Ralph als Hayden Montgomery (11) - Frances Fisher als Antonia Slade (11) - Tracie Thoms als Monica Walker (12–13) - Harold Perrineau, Jr. als Calvin Shaw (12) - Richard T. Jones als Officer Lionel Wilkins (12) - Jeananne Goossen als Fiona Duncan (12) - Corey Reynolds als Phil Brooks (13–14) - Daniella Alonso als Lisa Douglas (13–14) - James Urbaniak als Agent Owen Quinn (13–14) - Michael Hogan als Benjamin Merva (13–14) - Kim Rhodes als Assistant Director Linda Barnes (13) - Stephen Bishop als Agent Andrew Mendoza (14–15) - Michael Mosley als Everett Lynch (14–15) - Sharon Lawrence als Roberta Lynch (14–15) - Rachael Leigh Cook als Maxine (15) |

## Besonderheiten
- Zu den Charakteristika der Serie gehören Zitate bekannter Persönlichkeiten nach dem Vorspann und am Ende der Episode, die sich auf den jeweiligen Fall beziehen. Diese werden von einem Mitglied des Teams gesprochen.[25][26]
- Mandy Patinkin und Thomas Gibson haben schon in der Serie Chicago Hope – Endstation Hoffnung zusammengearbeitet.
- Mandy Patinkin, der in der Serie Gideon darstellt, hat selbst einen Sohn namens Gideon.
- Die zweite Staffel strahlte Sat.1 mit einem anderen Ausstrahlungsmuster als die Sender CBS, Premiere und ATV aus. Die zwei Folgen „Das Zeichen“ und „Gottesurteil“ zeigte der Sender erst am 23. Dezember 2007. Sat.1 wollte damit das Handlungsgeschehen um Dr. Spencer Reid nicht „auseinanderreißen“.[27] Einen weiteren Wechsel erlebte die Serie am 3. Februar 2008, als sie durch Numbers – Die Logik des Verbrechens ersetzt wurde, obwohl Sat.1 drei Folgen noch nicht ausgestrahlt hatte. Diese wurden ab dem 14. Februar 2008 donnerstags um 22.15 Uhr ausgestrahlt, da die Folgen aufgrund der FSK-16-Einstufung erst nach 22:00 Uhr gesendet werden durften.[28]
- Die 13. Folge der vierten Staffel wurde bei Sat.1 noch nicht ausgestrahlt, damit betrug die Folgenanzahl der vierten Staffel nur 25 statt der produzierten 26 Folgen. Diese Folge wurde dann aber in der Wiederholung der vierten Staffel am 11. September 2010 gezeigt.[29]
- Auch in der fünften Staffel, welche 2010 und 2011 auf Sat.1 lief, waren aufgrund der FSK-16-Einstufung einige Episoden erst ab 22:15 Uhr zu sehen. Aufgrund dieser Einschränkung hat sich Sat.1 dazu entschieden, alle Folgen als Doppelfolgen zu senden.
- Matthew Gray Gubler, Thomas Gibson und Joe Mantegna führten bei mehreren Folgen Regie.
- Aisha Tyler und Adam Rodriguez führten jeweils bei zwei Folgen Regie.
- A. J. Cook führte erstmals in der 14. Staffel Regie.
- Kirsten Vangsness war bei insgesamt fünf Folgen, einschließlich des Serienfinales, als Drehbuchautorin beteiligt.
- Obwohl nie im Abspann erwähnt, hat der originär als technischer Berater agierende Jon Barton als SWAT-Leader in über 60 Folgen mitgespielt.
- Eine große Besonderheit stellt der Realitätsbezug innerhalb der Serie dar. So basieren alle Fälle auf realen Verbrechen, die allerdings verfremdet wurden, damit kein Beteiligter eines Verbrechens sich in der Serie selbst erkennen kann. Auch seien die Fälle, laut damaligem Showrunner Edward Allen Bernero, deutlich abgeschwächt. Der Kern der Handlung ist somit real, alles andere allerdings ausschließlich Fiktion. Für Criminal Minds wurde extra ein Rechercheur beschäftigt, dessen einzige Aufgabe es war, nach realen Fällen zu suchen.[30]
- In der Serie ist A. J. Cook alias JJ Mutter eines Sohnes, Henry. Dieser wird vom Kinderdarsteller Mekhai Andersen (* 2008) verkörpert. Andersen ist auch im realen Leben ihr Sohn. Diese Konstellation wird auch mit ihrem zweiten Kind Phoenix (* 2015) fortgesetzt.
- In der Serie spielten sich mehrere Personen selbst, darunter der Neurologe James H. Fallon, die Krimischriftstellerin Patricia Cornwell, die ehemaligen American-Football-Spieler Michael Irvin und Willie Williams, sowie der Rock-Gitarrist Joe Walsh und diverse amerikanische Fernsehreporter.
- Matthew Gray Gubler war eigentlich die zweite Wahl für die Rolle des Spencer Reid. Dies geht aus dem Audiokommentar der DVD zur ersten Staffel hervor. Ursprünglich hätte Lukas Haas die Rolle übernehmen sollen. Doch da Haas sich zu diesem Zeitpunkt seines Lebens nicht als Hauptdarsteller an eine länger laufende Fernsehserie binden wollte, verzichtete er. Im Pilotfilm verkörperte Haas darum den so genannten „Wanderweg-Killer“.
- Jim Clemente, der der Serie als Berater und Autor zur Seite steht, war im echten Leben ein Profiler für das FBI. In den von ihm geschriebenen Episoden werden häufig Verbrechen gegen Kinder gezeigt, welche er im wahren Leben aufklärte. Die Folge „Freudentränen“ (9.16) basiert auf einem seiner letzten Fälle. Als Kind litt er an sexuellem Missbrauch, was die Grundlage für die Figur des Derek Morgan bildete.[31] Für den Beraterposten erklärte er sich nur bereit, da ihm die Produzenten versprachen, die ortsansässigen Polizisten nicht als Versager darzustellen oder sie zu beleidigen. Anderenfalls könne der falsche Eindruck entstehen, dass das FBI sich über die Polizisten hinwegsetzen und dies dazu führen könnte, dass sie nicht mehr angefordert würden.
- Die 200. Folge der Serie, in der Paget Brewster einen Gastauftritt hatte, lief innerhalb der neunten Staffel am 5. Februar 2014 in den USA.[32]
- In der zehnten Staffel, die im März 2014 bestellt wurde, stieß Jennifer Love Hewitt als neue Hauptdarstellerin hinzu, verließ die Serie jedoch zum Ende der Staffel wieder.[33][19]
- Die Rolle von Derek Morgans Freundin und späterer Ehefrau Dr. Savannah Hayes spielt die US-amerikanische Schauspielerin Rochelle Aytes. In der Serie S.W.A.T., in der Shemar Moore die Hauptrolle verkörpert, spielt Rochelle Aytes die wiederkehrende Rolle von Nichelle, der Freundin von Sergeant Daniel „Hondo“ Harrelson, dargestellt von Shemar Moore.

- Beinahe jede Episode spielt in einem neuen US-Bundesstaat. Die meisten Episoden (40) spielen in der Bundeshauptstadt Washington, D.C., gefolgt von Kalifornien mit 38 Fällen. Ein Teil der 312. Episode Einsame Herzen (Chameleon) spielt in Little Rock, Arkansas. Die US-Bundesstaaten North Dakota und Hawaii werden dagegen vom Team der BAU nie besucht. Während North Dakota in der 127. Episode Bis dass der Tod … (The Thirteenth Step) zumindest Erwähnung findet, ist Hawaii der einzige Staat der USA, der weder besucht noch erwähnt wird[34][35].

## Kritik
In der Serie wurden mordende Personen stets als an einer psychischen Erkrankung leidend dargestellt. Daraus ergab sich der Vorwurf, die Serie würde psychische Krankheiten stigmatisieren und stereotypisieren. Vielfach wurde die Darstellung kritisiert, wonach eine psychologische Traumaerfahrung zu gewalttätigem Verhalten betroffener Personen führt. Mehrere Studien belegen jedoch, dass Menschen mit psychischen Erkrankungen selbst überproportional oft Opfer von Gewalttaten wurden. In Criminal Minds wurden psychisch Erkrankte jedoch fast ausschließlich als Täter dargestellt. In der 44. Episode der Serie („Dreiundsechzig“) wird sogar ein Polizist gezeigt, der sich zwanghaft Notizen macht. Die Charaktere Hotchner und JJ stufen diesen als psychisch instabil ein, was die Anxiety & Depression Association of America als „eine in vielerlei Hinsicht unrealistische und bedenkliche Stigmatisierung harmloser Zwangsstörungen“ wertete.
Die 16. Staffel trägt den Kritiken Rechnung und zeigt mit Garcia und Rossi Charaktere, die unter den erlebten Gewalttaten leiden, selbst Therapie in Anspruch nehmen und dennoch nicht zu mordenden Gewalttätern werden.

## Ausstrahlung und Einschaltquoten

### Vereinigte Staaten
Die Erstausstrahlung der Serie läuft auf dem US-Sender CBS, sie wird seit dem 22. September 2005 ausgestrahlt.
| 1  | 22 | 22. September 2005 – 10. Mai 2006   | 12,63 Mio. | #28 | Mittwoch 21:00 Uhr | [ 37 ] |
| 2  | 23 | 20. September 2006 – 16. Mai 2007   | 14,05 Mio. | #24 | Mittwoch 21:00 Uhr | [ 38 ] |
| 3  | 20 | 26. September 2007 – 21. Mai 2008   | 12,78 Mio. | #24 | Mittwoch 21:00 Uhr | [ 39 ] |
| 4  | 26 | 24. September 2008 – 20. Mai 2009   | 14,95 Mio. | #11 | Mittwoch 21:00 Uhr | [ 40 ] |
| 5  | 23 | 23. September 2009 – 26. Mai 2010   | 13,70 Mio. | #16 | Mittwoch 21:00 Uhr | [ 41 ] |
| 6  | 24 | 22. September 2010 – 18. Mai 2011   | 14,11 Mio. | #10 | Mittwoch 21:00 Uhr | [ 42 ] |
| 7  | 24 | 21. September 2011 – 16. Mai 2012   | 13,20 Mio. | #15 | Mittwoch 21:00 Uhr | [ 43 ] |
| 8  | 24 | 26. September 2012 – 22. Mai 2013   | 12,15 Mio. | #18 | Mittwoch 21:00 Uhr | [ 44 ] |
| 9  | 24 | 25. September 2013 – 14. Mai 2014   | 12,66 Mio. | #12 | Mittwoch 21:00 Uhr | [ 45 ] |
| 10 | 23 | 1. Oktober 2014 – 6. Mai 2015       | 14,11 Mio. | #11 | Mittwoch 21:00 Uhr | [ 46 ] |
| 11 | 22 | 30. September 2015 – 4. Mai 2016    | 12,20 Mio. | #16 | Mittwoch 21:00 Uhr | [ 47 ] |
| 12 | 22 | 28. September 2016 – 10. Mai 2017   | 10,86 Mio. | #20 | Mittwoch 21:00 Uhr | [ 48 ] |
| 13 | 22 | 27. September 2017 – 18. April 2018 | 9,58 Mio.  | #29 | Mittwoch 22:00 Uhr | [ 49 ] |
| 14 | 15 | 3. Oktober 2018 – 6. Februar 2019   | 8,22 Mio.  | #41 | Mittwoch 22:00 Uhr | [ 50 ] |
| 15 | 10 | 8. Januar 2020 – 19. Februar 2020   |            |     | Mittwoch 21:00 Uhr |        |

### Deutschland
Im deutschen Fernsehen lief die Serie erstmals am 13. August 2006 auf dem Free-TV-Privatsender Sat.1. Die Premiere verfolgten insgesamt 3,66 Millionen Zuschauer, der Marktanteil in der werberelevanten Zielgruppe lag bei 19,1 Prozent. Seit dem 1. März 2007 ist die Serie auch im deutschen Pay-TV zu sehen. Premiere Serie strahlte die ersten beiden Staffeln aus, seit der dritten Staffel wird Criminal Minds von dem Sender 13th Street Universal ausgestrahlt. Dieser strahlte zuerst die fünfte Staffel aus, bevor der Sender mit den restlichen Staffeln, bis einschließlich Staffel 9, fortfuhr.
Die höchste Zuschauerzahl wurde mit 4,03 Mio. Zuschauer am 30. September 2007 gemessen. Es lief die dritte Episode der zweiten Staffel.
| Ausstrahlungsinfos und Einschaltquoten der Serie auf dem Free-TV-Privatsender Sat.1 | Ausstrahlungsinfos und Einschaltquoten der Serie auf dem Free-TV-Privatsender Sat.1 | Ausstrahlungsinfos und Einschaltquoten der Serie auf dem Free-TV-Privatsender Sat.1 | Ausstrahlungsinfos und Einschaltquoten der Serie auf dem Free-TV-Privatsender Sat.1 | Ausstrahlungsinfos und Einschaltquoten der Serie auf dem Free-TV-Privatsender Sat.1 | Ausstrahlungsinfos und Einschaltquoten der Serie auf dem Free-TV-Privatsender Sat.1 | Ausstrahlungsinfos und Einschaltquoten der Serie auf dem Free-TV-Privatsender Sat.1 | Ausstrahlungsinfos und Einschaltquoten der Serie auf dem Free-TV-Privatsender Sat.1                                               | Ausstrahlungsinfos und Einschaltquoten der Serie auf dem Free-TV-Privatsender Sat.1 |
| Staffel                                                                             | Episoden                                                                            | Sendezeitraum                                                                       | Einschaltquoten                                                                     | Einschaltquoten                                                                     | Einschaltquoten                                                                     | Einschaltquoten                                                                     | Sendeplatz | Quelle                                                                              |
| Staffel                                                                             | Episoden                                                                            | Sendezeitraum                                                                       | Reichweite (ab 3 J.)                                                                | Marktanteil (ab 3 J.)                                                               | Reichweite (14–49 J.)                                                               | Marktanteil (14–49 J.)                                                              | Sendeplatz | Quelle                                                                              |
| ----------------------------------------------------------------------------------- | ----------------------------------------------------------------------------------- | ----------------------------------------------------------------------------------- | ----------------------------------------------------------------------------------- | ----------------------------------------------------------------------------------- | ----------------------------------------------------------------------------------- | ----------------------------------------------------------------------------------- | --- | ----------------------------------------------------------------------------------- |
| 1                                                                                   | 22                                                                                  | 13. August 2006 – 18. März 2007                                                     | ⌀ 3,14 Mio.                                                                         | ⌀ 9,3 %                                                                             | ⌀ 2,20 Mio.                                                                         | ⌀ 14,7 %                                                                            | Sonntag 21:15 Uhr | [ 53 ]                                                                              |
| 2                                                                                   | 21                                                                                  | 16. September 2007 – 20. Januar 2008                                                | ⌀ 2,88 Mio.                                                                         | ⌀ 8,9 %                                                                             | k. A.                                                                               | ⌀ 13,2 %                                                                            | Sonntag 21:15 Uhr | [ 54 ]                                                                              |
| 2                                                                                   | 2                                                                                   | 21. Februar 2008 – 28. Februar 2008                                                 | ⌀ 2,88 Mio.                                                                         | ⌀ 8,9 %                                                                             | k. A.                                                                               | ⌀ 13,2 %                                                                            | Donnerstag 22:15 Uhr | [ 54 ]                                                                              |
| 3                                                                                   | 20                                                                                  | 31. August 2008 – 11. Januar 2009                                                   | ⌀ 2,73 Mio.                                                                         | ⌀ 8,2 %                                                                             | ⌀ 1,81 Mio.                                                                         | ⌀ 12,3 %                                                                            | Sonntag 21:15 Uhr | [ 55 ]                                                                              |
| 4                                                                                   | 25                                                                                  | 30. August 2009 – 21. Februar 2010                                                  | ⌀ 2,73 Mio.                                                                         | ⌀ 8,2 %                                                                             | ⌀ 1,81 Mio.                                                                         | ⌀ 12,3 %                                                                            | Sonntag 21:15 Uhr | [ 56 ]                                                                              |
| 4                                                                                   | 1                                                                                   | 11. September 2010                                                                  | ⌀ 2,41 Mio.                                                                         | ⌀ 10,2 %                                                                            | ⌀ 1,40 Mio.                                                                         | ⌀ 14,0 %                                                                            | Samstag 22:15 Uhr | [ 57 ]                                                                              |
| 5                                                                                   | 19                                                                                  | 25. September 2010 – 5. Februar 2011                                                | ⌀ 2,29 Mio.                                                                         | ⌀ 8,0 %                                                                             | ⌀ 1,28 Mio.                                                                         | ⌀ 10,8 %                                                                            | Samstag 21:15 Uhr / 22:15 Uhr (Sep. / 30. Okt. 2010) Samstag 21:15 Uhr                                                            | [ 58 ]                                                                              |
| 5                                                                                   | 4                                                                                   | 28. August 2011 – 19. September 2011                                                | ⌀ 2,29 Mio.                                                                         | ⌀ 8,0 %                                                                             | ⌀ 1,28 Mio.                                                                         | ⌀ 10,8 %                                                                            | Sonntag 22:15 Uhr | [ 58 ]                                                                              |
| 6                                                                                   | 13                                                                                  | 25. September 2011 – 18. Dezember 2011                                              | ⌀ 2,82 Mio.                                                                         | ⌀ 10,3 %                                                                            | ⌀ 1,61 Mio.                                                                         | ⌀ 13,7 %                                                                            | Sonntag 22:15 Uhr | [ 59 ]                                                                              |
| 6                                                                                   | 11                                                                                  | 16. Februar 2012 – 22. März 2012                                                    | ⌀ 2,82 Mio.                                                                         | ⌀ 10,3 %                                                                            | ⌀ 1,61 Mio.                                                                         | ⌀ 13,7 %                                                                            | Donnerstag 20:15 Uhr / 21:15 Uhr Donnerstag 20:15 Uhr (22. März 2012)                                                             | [ 59 ]                                                                              |
| 7                                                                                   | 24                                                                                  | 30. August – 29. November 2012                                                      | ⌀ 2,76 Mio.                                                                         | ⌀ 9,3 %                                                                             | ⌀ 1,46 Mio.                                                                         | ⌀ 12,5 %                                                                            | Donnerstag 20:15 Uhr / 21:15 Uhr / 22:15 Uhr (Aug. 2012) Donnerstag 20:15 Uhr / 21:15 Uhr                                         | [ 60 ]                                                                              |
| 8                                                                                   | 13                                                                                  | 10. Januar – 28. März 2013                                                          | ⌀ 2,97 Mio.                                                                         | ⌀ 9,7 %                                                                             | k. A.                                                                               | ⌀ 14,0 %                                                                            | Donnerstag 20:15 Uhr | [ 61 ]                                                                              |
| 8                                                                                   | 11                                                                                  | 22. August – 17. Oktober 2013                                                       | ⌀ 2,97 Mio.                                                                         | ⌀ 9,7 %                                                                             | k. A.                                                                               | ⌀ 14,0 %                                                                            | Donnerstag 20:15 Uhr Donnerstag 20:15 Uhr / 21:15 Uhr (10. / 17. Okt. 2013)                                                       | [ 61 ]                                                                              |
| 9                                                                                   | 12                                                                                  | 6. Februar – 3. April 2014                                                          | ⌀ 2,68 Mio.                                                                         | ⌀ 9,1 %                                                                             | ⌀ 1,38 Mio.                                                                         | ⌀ 12,5 %                                                                            | Donnerstag 20:15 Uhr / 21:15 Uhr / 22:15 Uhr (6. Feb. 2014) Donnerstag 20:15 Uhr / 21:15 Uhr (13. Feb. 2014) Donnerstag 20:15 Uhr | [ 61 ]                                                                              |
| 9                                                                                   | 12                                                                                  | 4. September – 6. November 2014                                                     | ⌀ 2,68 Mio.                                                                         | ⌀ 9,1 %                                                                             | ⌀ 1,38 Mio.                                                                         | ⌀ 12,5 %                                                                            | Donnerstag 20:15 Uhr Donnerstag 20:15 Uhr / 21:15 Uhr / 22:15 Uhr (9. Okt. 2014)                                                  | [ 61 ]                                                                              |
| 10                                                                                  | 12                                                                                  | 5. Februar – 16. April 2015                                                         | ⌀ 2,75 Mio.                                                                         | ⌀ 8,6 %                                                                             | ⌀ 1,44 Mio.                                                                         | ⌀ 12,5 %                                                                            | Donnerstag 20:15 Uhr / 21:15 Uhr (5. Feb. 2015) Donnerstag 20:15 Uhr                                                              | [ 62 ]                                                                              |
| 10                                                                                  | 11                                                                                  | 20. August – 22. Oktober 2015                                                       | k. A.                                                                               | k. A.                                                                               | k. A.                                                                               | k. A.                                                                               | Donnerstag 20:15 Uhr Donnerstag 22:15 Uhr (3. Sep. 2015) Donnerstag 20:15 Uhr / 21:15 Uhr (22. Okt. 2015)                         |                                                                                     |
| 11                                                                                  | 12                                                                                  | 7. Januar – 24. März 2016                                                           | k. A.                                                                               | k. A.                                                                               | k. A.                                                                               | k. A.                                                                               | Donnerstag 20:15 Uhr Donnerstag 22:10 Uhr (24. Mär. 2016)                                                                         |                                                                                     |
| 11                                                                                  | 10                                                                                  | 15. September – 17. November 2016                                                   | k. A.                                                                               | k. A.                                                                               | k. A.                                                                               | k. A.                                                                               | Donnerstag 20:15 Uhr |                                                                                     |
| 12                                                                                  | 9                                                                                   | 19. Januar – 16. März 2017                                                          | k. A.                                                                               | ⌀ 7,9 %                                                                             | ⌀ 1,28 Mio.                                                                         | ⌀ 11,5 %                                                                            | Donnerstag 20:15 Uhr | [ 63 ]                                                                              |
| 12                                                                                  | 13                                                                                  | 21. September – 14. Dezember 2017                                                   | k. A.                                                                               | k. A.                                                                               | k. A.                                                                               | k. A.                                                                               | Donnerstag 20:15 Uhr |                                                                                     |
| 13                                                                                  | 11                                                                                  | 18. Januar – 29. März 2018                                                          | k. A.                                                                               | k. A.                                                                               | k. A.                                                                               | k. A.                                                                               | Donnerstag 20:15 Uhr |                                                                                     |
| 13                                                                                  | 10                                                                                  | 4. Oktober – 6. Dezember 2018                                                       | k. A.                                                                               | k. A.                                                                               | k. A.                                                                               | k. A.                                                                               | Donnerstag 20:15 Uhr |                                                                                     |
| 13                                                                                  | 1                                                                                   | 3. Januar 2019                                                                      | k. A.                                                                               | k. A.                                                                               | k. A.                                                                               | k. A.                                                                               | Donnerstag 20:15 Uhr |                                                                                     |
| 14                                                                                  | 15                                                                                  | 3. Januar – 11. April 2019                                                          | k. A.                                                                               | k. A.                                                                               | k. A.                                                                               | k. A.                                                                               | Donnerstag 21:15 Uhr Donnerstag 22:15 Uhr (10. Jan. 2019) Donnerstag 20:15 Uhr (28. Mär. – 11. Apr. 2019)                         |                                                                                     |
| 15                                                                                  | 5                                                                                   | 2. – 30. April 2020                                                                 |                                                                                     |                                                                                     |                                                                                     |                                                                                     | Donnerstag 20:15 Uhr |                                                                                     |
| 15                                                                                  | 5                                                                                   | 30. Juli – 20. August 2020                                                          |                                                                                     |                                                                                     |                                                                                     |                                                                                     | Donnerstag 20:15 Uhr Donnerstag 20:15 Uhr / 21:15 Uhr (20. Aug. 2020)                                                             |                                                                                     |

### Österreich
Im österreichischen Fernsehen läuft die Serie auf dem Privatsender ATV seit dem 10. August 2006. Von Februar 2012 bis Mai 2017 strahlte der Sender Puls 4 alte Folgen, angefangen mit der ersten Staffel (bis einschließlich der achten Staffel), aus. Der Sender ATV2 zeigte von Januar bis Juli 2013 ebenfalls alte Folgen (nur die sechste Staffel).
| Ausstrahlungsinfos der Serie auf dem Privatsender ATV | Ausstrahlungsinfos der Serie auf dem Privatsender ATV | Ausstrahlungsinfos der Serie auf dem Privatsender ATV | Ausstrahlungsinfos der Serie auf dem Privatsender ATV                                                                        |
| Staffel                                               | Episoden                                              | Sendezeitraum                                         | Sendeplatz |
| ----------------------------------------------------- | ----------------------------------------------------- | ----------------------------------------------------- | --- |
| 1                                                     | 3                                                     | 10. August 2006 – 24. August 2006                     | Donnerstag 21:15 Uhr |
| 1                                                     | 19                                                    | 28. August 2006 – 15. Januar 2007                     | Montag 21:50 Uhr |
| 2                                                     | 23                                                    | 13. September 2007 – 14. Februar 2008                 | Donnerstag 20:15 Uhr / 21:10 Uhr (13. Sep. 2007) Donnerstag 20:15 Uhr                                                        |
| 3                                                     | 20                                                    | 21. August 2008 – 15. Januar 2009                     | Donnerstag 20:15 Uhr |
| 4                                                     | 26                                                    | 27. August 2009 – 18. Februar 2010                    | Donnerstag 20:15 Uhr |
| 5                                                     | 23                                                    | 16. September 2010 – 17. Februar 2011                 | Donnerstag 20:15 Uhr / 21:05 Uhr (16. Sep. 2010) Donnerstag 20:15 Uhr                                                        |
| 6                                                     | 24                                                    | 8. September 2011 – 23. Februar 2012                  | Donnerstag 20:15 Uhr |
| 7                                                     | 24                                                    | 25. August – 24. November 2012                        | Samstag 20:15 Uhr / 21:15 Uhr / 22:15 Uhr (Aug. 2012) Samstag 20:15 Uhr / 21:15 Uhr Samstag 20:15 Uhr (27. Okt. / Nov. 2012) |
| 8                                                     | 24                                                    | 5. Januar – 12. Oktober 2013                          | Samstag 20:15 Uhr Samstag 20:15 Uhr / 21:15 Uhr (9. März / 12. Okt. 2013)                                                    |
| 9                                                     | 24                                                    | 11. Januar – 1. November 2014                         | Samstag 20:15 Uhr |
| 10                                                    | 23                                                    | 31. Januar – 17. Oktober 2015                         | Samstag 20:15 Uhr / 21:05 Uhr (31. Jan. / 17. Okt. 2015) Samstag 20:15 Uhr                                                   |
| 11                                                    | 22                                                    | 2. Januar – 5. November 2016                          | Samstag 20:15 Uhr |
| 12                                                    | 22                                                    | 14. Januar – 11. November 2017                        | Samstag 20:15 Uhr |
| 13                                                    | 22                                                    | 13. Januar – 1. Dezember 2018                         | Samstag 20:15 Uhr Samstag 20:15 Uhr / 21:05 Uhr (1. Dez. 2018)                                                               |
| 14                                                    | 15                                                    | 1. Dezember 2018 – 2. April 2019                      | Dienstag 20:15 Uhr / 21:10 Uhr                                                                                               |
| 15                                                    | 10                                                    | 31. März – 18. August 2020                            | Dienstag 20:15 Uhr Dienstag 20:15 Uhr / 21:05 Uhr (18. Aug. 2020)                                                            |

### Schweiz
Im schweizerischen Fernsehen lief die Serie zunächst ab dem 4. April 2007 auf dem Privatsender 3+. Am 22. September 2014 wurde die Ausstrahlung mit Folge 17 der neunten Staffel beendet. Ab dem 27. September 2014 lief die Serie auf dem Privatsender 4+, der zuvor Wiederholungen der Serie zeigte. Nach dem Beenden der Erstausstrahlung der neunten Staffel zeigte der Sender 4+ erneut nur Wiederholungen der Serie. Zudem sendet der Privatsender 5+ seit dem 13. April 2015 ebenfalls Wiederholungen. Seit dem 28. Dezember 2015 sendete wieder 3+ die Erstausstrahlungen in der Schweiz; wobei zunächst die zehnte Staffel übersprungen und direkt die elfte Staffel gezeigt wurde. Ab März 2016 wurde die Erstausstrahlung der zehnten Staffel von 3+ und später 4+ nachgeholt.
Ab Januar 2018 zeigte der Privatsender TV24 die 13. und 14. Staffel als Erstausstrahlung. Die letzte Staffel wird auf dem Privatsender TV25 erstausgestrahlt. Durch die Unterbrechung der Synchronisation aufgrund der COVID-19-Pandemie, konnten zunächst nur fünf Episoden (Folge 1 bis 4 sowie Folge 6 der Staffel) ausgestrahlt werden.
| Ausstrahlungsinfos der Serie auf dem Privatsender 3+ bzw. 4+ und TV24 bzw. TV25 | Ausstrahlungsinfos der Serie auf dem Privatsender 3+ bzw. 4+ und TV24 bzw. TV25 | Ausstrahlungsinfos der Serie auf dem Privatsender 3+ bzw. 4+ und TV24 bzw. TV25 | Ausstrahlungsinfos der Serie auf dem Privatsender 3+ bzw. 4+ und TV24 bzw. TV25                                                    |
| Staffel                                                                         | Episoden                                                                        | Sendezeitraum                                                                   | Sendeplatz |
| ------------------------------------------------------------------------------- | ------------------------------------------------------------------------------- | ------------------------------------------------------------------------------- | --- |
| 1                                                                               | 18                                                                              | 4. April 2007 – 1. August 2007                                                  | Mittwoch 21:45 Uhr |
| 1                                                                               | 4                                                                               | 8. August 2007 – 5. September 2007                                              | Mittwoch 21:00 Uhr |
| 2                                                                               | 23                                                                              | 5. September 2007 – 6. Februar 2008                                             | Mittwoch 21:05 Uhr |
| 3                                                                               | 20                                                                              | 27. August 2008 – 21. Januar 2009                                               | Mittwoch 21:05 Uhr |
| 4                                                                               | 26                                                                              | 26. August 2009 – 3. Februar 2010                                               | Mittwoch 20:15 Uhr / 21:05 Uhr (26. Aug. / 7. Okt 2009) Mittwoch 20:15 Uhr                                                         |
| 5                                                                               | 5                                                                               | 20. September 2010 – 11. Oktober 2010                                           | Montag 20:15 Uhr / 21:10 Uhr (20. Sep. 2010) Montag 21:10 Uhr                                                                      |
| 5                                                                               | 9                                                                               | 15. Oktober 2010 – 10. Dezember 2010                                            | Freitag 21:10 Uhr |
| 5                                                                               | 9                                                                               | 15. Dezember 2010 – 16. Februar 2011                                            | Mittwoch 20:15 Uhr |
| 6                                                                               | 24                                                                              | 7. September 2011 – 15. Februar 2012                                            | Mittwoch 21:05 Uhr (7. Sep. 2011) Mittwoch 20:15 Uhr                                                                               |
| 7                                                                               | 24                                                                              | 29. August – 14. November 2012                                                  | Mittwoch 20:15 Uhr / 21:10 Uhr / 22:05 Uhr (Aug. 2012) Mittwoch 20:15 Uhr / 21:10 Uhr Mittwoch 20:15 Uhr (14. Nov. 2012)           |
| 8                                                                               | 24                                                                              | 9. Januar – 16. Oktober 2013                                                    | Mittwoch 20:15 Uhr Montag 20:15 Uhr (26. Aug. 2013) Mittwoch 20:15 Uhr / 21:15 Uhr (28. Aug. 2013)                                 |
| 9                                                                               | 17                                                                              | 20. Januar – 22. September 2014                                                 | Montag 20:15 Uhr / 21:10 Uhr (20. Jan. 2014) Montag 20:15 Uhr                                                                      |
| 9                                                                               | 7                                                                               | 27. September – 8. November 2014                                                | Samstag 20:15 Uhr |
| 10                                                                              | 3                                                                               | 23. März – 7. April 2016                                                        | Mittwoch 22:00 Uhr Donnerstag 01:10 Uhr (7. Apr. 2016)                                                                             |
| 10                                                                              | 20                                                                              | 15. April – 2. September 2016                                                   | Freitag 22:20 Uhr Freitag 23:20 Uhr (20. & 27. Mai 2016) Freitag 23:05 Uhr (10. Juni & 2. Sep. 2016) Samstag 00:05 (27. Aug. 2016) |
| 11                                                                              | 4                                                                               | 28. Dezember 2015 – 18. Januar 2016                                             | Montag 22:30 Uhr |
| 11                                                                              | 8                                                                               | 27. Januar – 16. März 2016                                                      | Mittwoch 22:05 Uhr |
| 11                                                                              | 10                                                                              | 9. September – 11. November 2016                                                | Freitag 22:10 Uhr |
| 12                                                                              | 10                                                                              | 20. Januar – 17. März 2017                                                      | Freitag 22:50 Uhr / 23:40 Uhr (20. Jan. 2017) Freitag 22:10 Uhr                                                                    |
| 13                                                                              | 22                                                                              | 10. Januar – 5. September 2018                                                  | Mittwoch 20:15 Uhr |
| 14                                                                              | 15                                                                              | 6. Januar 2019 – 14. April 2019                                                 | Sonntag 21:00 Uhr (6. & 13. Jan. 2019) Sonntag 22:30 Uhr                                                                           |
| 15                                                                              | 5                                                                               | 22. März – 19. April 2020                                                       | Sonntag 20:15 Uhr |
| 15                                                                              | 5                                                                               | seit dem 26. Juli 2020                                                          | Sonntag 20:15 Uhr |

## DVD-Veröffentlichungen
In den USA sind die ersten beiden Staffeln am 28. November 2006 und am 2. Oktober 2007 erschienen. Die dritte und vierte Staffel wurde am 16. September 2008 und 8. September 2009 veröffentlicht. Staffel 5, 6 und 7 folgten am 7. September 2010, 6. September 2011 und am 4. September 2012. Die Veröffentlichung der achten Staffel erfolgte am 10. September 2013, die der neunten Staffel am 26. August 2014.
In Deutschland ist die erste Staffel komplett auf sechs DVDs mit der deutschen, englischen und italienischen Tonspur erschienen. Freigegeben ist das Set nach der FSK ab 16. Die Spieldauer beträgt 911 Minuten, außerdem sind Making-ofs wie ein Interview mit Matthew Gray Gubler, entfallene Szenen und Easter Eggs vorhanden. Die zweite Staffel erschien dort am 6. März 2008. Die Spieldauer von 911 Minuten ist mit Ton und Untertiteln in Deutsch, Englisch und Italienisch versehen. Die FSK hat die sechs DVDs erneut mit der Altersfreigabe ab 16 versehen. Die dritte Staffel erschien am 2. April 2009 mit einer Gesamtspieldauer von 825 Minuten. Neben der deutschen Tonspur ist auch eine italienische und englische vorhanden. Die FSK hat auch die dritte Staffel ab 16 Jahren freigegeben.
Die vierte Staffel wurde am 1. April 2010 auf sieben DVDs veröffentlicht. Am 15. April 2011 erschien die fünfte Staffel in Deutschland auf DVD. Die sechste Staffel ist am 24. Mai 2012 in Deutschland auf DVD veröffentlicht worden. Die FSK hat zum ersten Mal in dieser Serie eine Staffel ab 18 Jahren freigegeben, da die Serie mehr und mehr exzessiv Gewalt darstelle. Die siebte Staffel auf fünf DVDs wurde am 7. März 2013 veröffentlicht, erneut mit einer Altersfreigabe ab 16 Jahren. Die achte Staffel erschien am 20. Februar 2014, die FSK vergab bei dieser Staffel erneut eine Freigabe ab 16 Jahren. Seit dem 19. Februar 2015 ist in Deutschland die neunte Staffel der Serie erhältlich, wieder mit einer FSK-Freigabe ab 16 Jahren. Die zehnte Staffel erschien am 25. Februar 2016, ebenfalls mit einer FSK-Freigabe ab 16 Jahren. Seit dem 9. März 2017 ist in Deutschland die komplette elfte Staffel auf fünf DVDs erhältlich. Die FSK vergab auch bei dieser Staffel wieder eine Freigabe ab 16 Jahren.

## Spin-offs
Durch den großen Erfolg von Criminal Minds wollten die Produzenten schon 2008 ein Spin-off drehen, aber Navy CIS: L.A. erhielt den Zuschlag. Ende 2009 gab CBS bekannt, dass ein Spin-off in Produktion sei. Der Cast des Spin-offs wurde in einem Backdoor-Pilot in der Folge 5.18 von Criminal Minds vorgestellt. Diese Folge, die den Titel „Kampf ums Überleben“ (Originaltitel: The Fight) trägt, wurde in den USA am 7. April 2010 ausgestrahlt und in Deutschland am 18. Juli 2010. Der Ableger trägt den Titel „Criminal Minds: Team Red“ (Criminal Minds: Suspect Behavior) und wurde von Februar bis Mai 2011 nach Criminal Minds ausgestrahlt. Die Serie wurde nach nur 13 Folgen eingestellt.
Im Dezember 2014 wurde die Planung eines weiteren Spin-offs bekannt, welches in der 19. Folge der zehnten Staffel eingeführt wurde. Im Mittelpunkt des Ablegers steht ein weltweit agierendes Team, das US-amerikanischen Staatsbürgern außerhalb der Vereinigten Staaten hilft. Die beiden zentralen Rollen wurden im Januar 2015 mit Gary Sinise als Jack Garrett und mit Anna Gunn als Ally Lambert besetzt. Nachdem Gunn das Projekt nach dem Backdoor-Pilot verlassen hatte, übernahm Alana de la Garza die weibliche Hauptrolle.

## Auszeichnungen
Gewonnen:
- 2006 – ASCAP Award – Top Fernsehserie (Marc Fantini, Steffan Fantini, Scott Gordon)
- 2017 – People’s Choice Award – Beste Krimiserie

Nominiert:
- 2006 – People’s Choice Award – Beste neue Dramaserie
- 2011 – People’s Choice Award – Beste Krimiserie
- 2012 – People’s Choice Award – Beste Krimiserie
- 2013 – People’s Choice Award – Beste Krimiserie
- 2014 – People’s Choice Award – Beste Krimiserie
- 2015 – People’s Choice Award – Beste Krimiserie
- 2016 – People’s Choice Award – Beste Krimiserie